# Третьяковська галерея
Всеросійське музейне об'єднання «Державна Третьяковська галерея» — художній музей у Москві, належить до найбільших музеїв світу.

## Заснування
На той період найстарішим серед збирачів картин російських художників був Федір Прянишніков 1793 року народження. До цого картини митців-росіян купували хіба що царська родина та невелике коло російських аристократів, переважно власні портрети та портрети своїх родичів. Саме відвідини картинної галереї Прянишнікова і спонукали Павла Третьякова почати збирати картини вітчизняних художників. Федір Прянишніков помер 1867 року і царський уряд того ж року придбав його картинну галерею та передав її у московський Рум'янцевський музей.
Днем заснування Третьяковської галереї прийнято вважати 22 травня 1856 року. Цього дня колекціонер, купець і текстильний фабрикант Павло Третьяков придбав картину художників Миколи Шильдера «Спокуса» і Василя Худякова «Сутичка з фінляндськими контрабандистами». Поставивши собі ще в молоді роки за мету створити музей російської національної школи живопису, Третьяков присвятив цьому понад 40 років життя.
Але на чотири роки раніше Павла Третьякова почав збирати картини російських митців купець і багатій Козьма Солдатьонков (1818—1901). Не обмежений у фінансах (як Третьяков) Козьма Терентійович відвідав Рим і ще застав живого Карла Брюллова, у котрого придбав перший зі своїх шедеврів «Купання Вірсавії». За цим придбанням пішли картини Ореста Кипренського та цілої низки картин вихованців петербурзької Імператорської академії мистецтв. Серед вартісних придбань того періоду — найкращий з ескізів Олександра Іванова «Явлення Христа народу» та сім підготувальних робіт. Саме збірку Козьми Солдатьонкова прикрасили дві картини Павла Федотова (серед них « Сніданок аристократа») та більшість уславлених творів Василя Перова, це «Проповідь в сільській церкві в часи кріпацтва», «Поховання померлого» та навіть сатиричне до російського священства «Чаювання попа у Митіщах», цілком московське за тематикою.
На колекцію суттєво впливають людські якості збирача. Так, Третьяков торгувався з художниками, аби зменшити ціну на картину. Третьякова неможливо було умовити придбати картину на іноземний сюжет, навіть якщо картину з іноземним сюжетом створив російський художник. Його позицію не похитнули навіть зібрані картини іноземних митців, що збирав його молодший брат. Тому картину на сюжет французької революції («Дев'яте термідора») пензля Валерія Якобі придбав не Третьяков, в Козьма Солдатьонков. Третьяков погано ставився до скульптури і не вважав її за вартісне мистецтво. Навпаки, Козьма Солдатьонков прихильно ставився до скульптури і охоче купував твори російських скульпторів, чим просто рятував скульптурні твори (непопулярні у нерозвинених колекціонерів). Старий Содатьонков доріс до того, що в кінці власного життя купував картини Ісаака Левітана чи Леоніда Пастернака, твори котрих абсолютно не були схожі на картини академістів імператорської академії. По смерті старий Солдатьонков заповідав усю збірку картин і скульптур у московський Рум'янцевський музей.
За іронією долі 1924 року влада більшовиків цілком ліквідувала московський Рум'янцевський музей. Усі картини та скульптури російських митців передали до Третьяковської галереї, чим істотно виправили її недоліки років попереднього комплектування. Імена ж Прянишнікова та Солдатьонкова старанно стирали з пам'яті радянських людей.

## Подарунок місту
У 1881 році галерея була відкрита для широкого загалу. У серпні 1892 року Третьяков віддав своє зібрання в дар Москві. На той час до складу колекції входило 1287 живописних творів, 518 малюнків і 9 скульптур. Пізніше до них додалися картини, що належали його братові Сергію Третьякову (1834—1892) (російська частина колекції пішла в Третьяковську галерею, західноєвропейські картини передали пізніше у Рум'янцевський музей, нині Музей образотворчих мистецтв імені Пушкіна.

## Галерея в часи СРСР

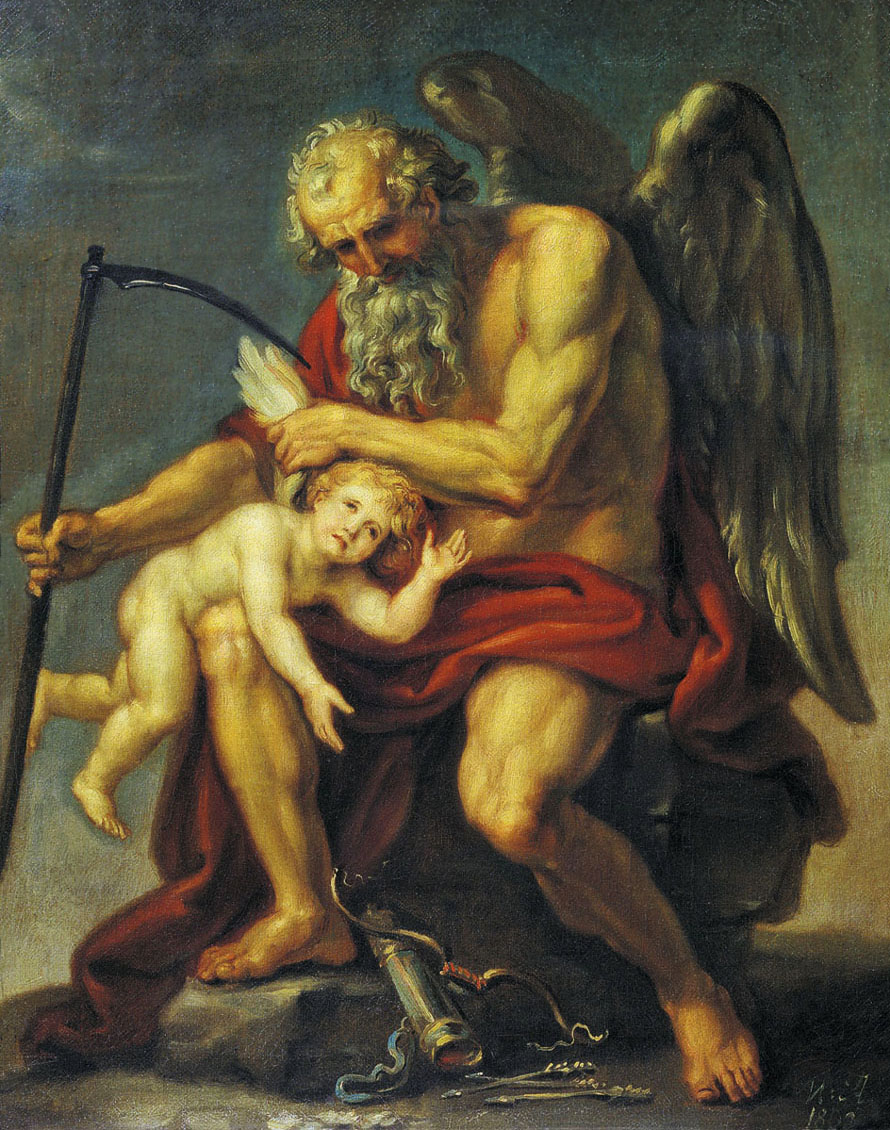
Іван Акімов, «Сатурн»

До 1918 року галерея мала назву — Московська міська художня галерея П. і С. Третьякових. 3 червня 1918 року вийшов декрет про націоналізацію галереї і вона отримала найменування Державної Третьяковської галереї.
На початку XX століття Третьяковська галерея стала одним з найбільших художніх музеїв Росії і Європи. У її склад влилися низка малих приватних московських музеїв, привласнених новою більшовицькою владою:
- Цветковська галерея,
- Музей іконопису і живопису імені І. С. Остроухова,
- Картинна галерея Рум'янцевського публічного музею (російська її частина).

## Будівлі галереї
Галерея розташована в побудованій в 1851 будівлі в Лаврушинському провулку, до якого в 1872-1876 прибудували двоповерхові крила, а пізніше і окремий зал у дворі.
У 1900—1904 будівля галереї була значно реконструйована. У ній з'явилися нові виставкові зали. Зараз історичне ядро галереї являє собою красивий ансамбль з своєю примітною домінантою — стрункою дзвіницею церкви Святителя Миколи, домового храму галереї.

## Інтер'єри залів галереї

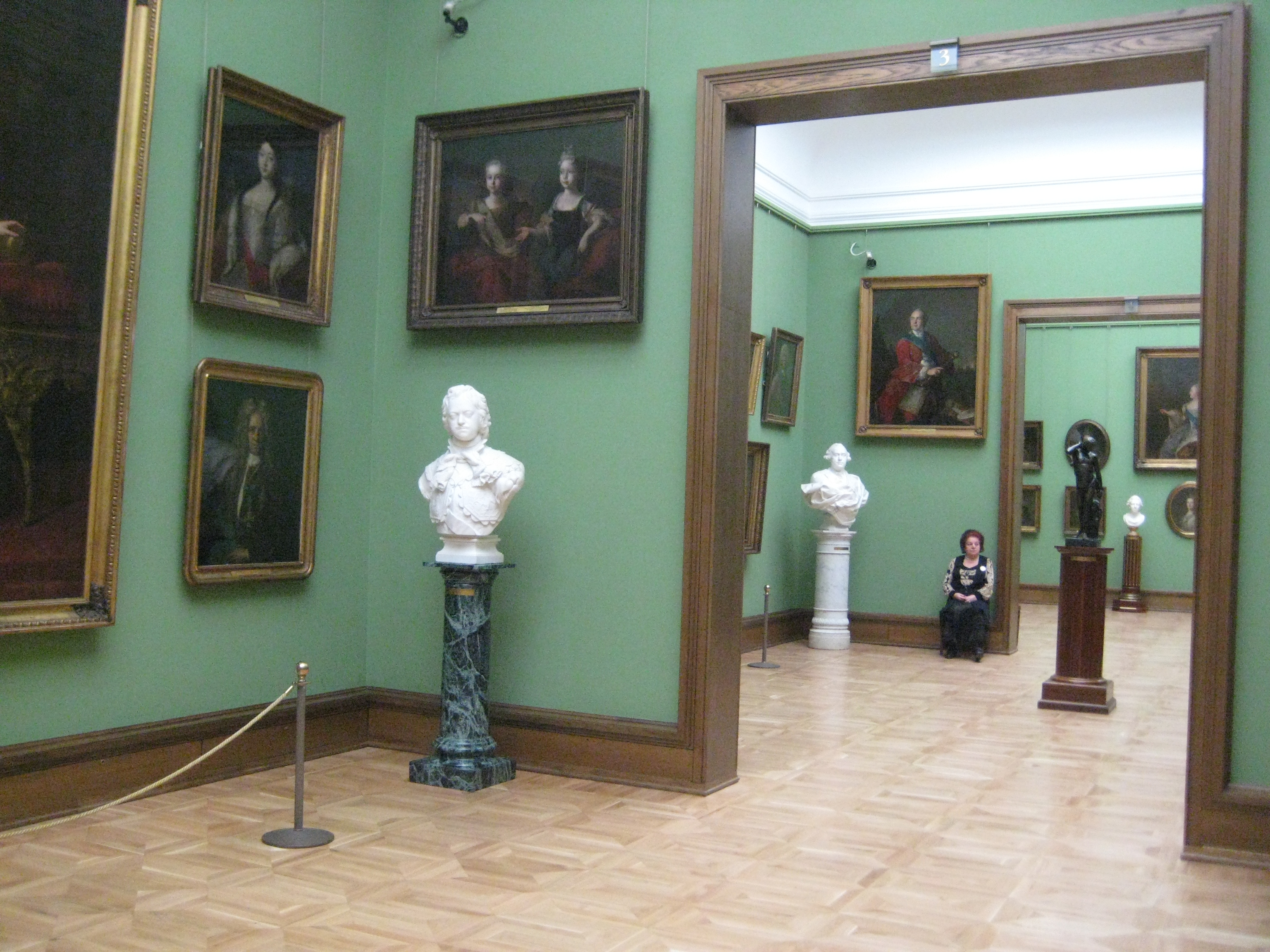
Зали мистецтва 18 століття
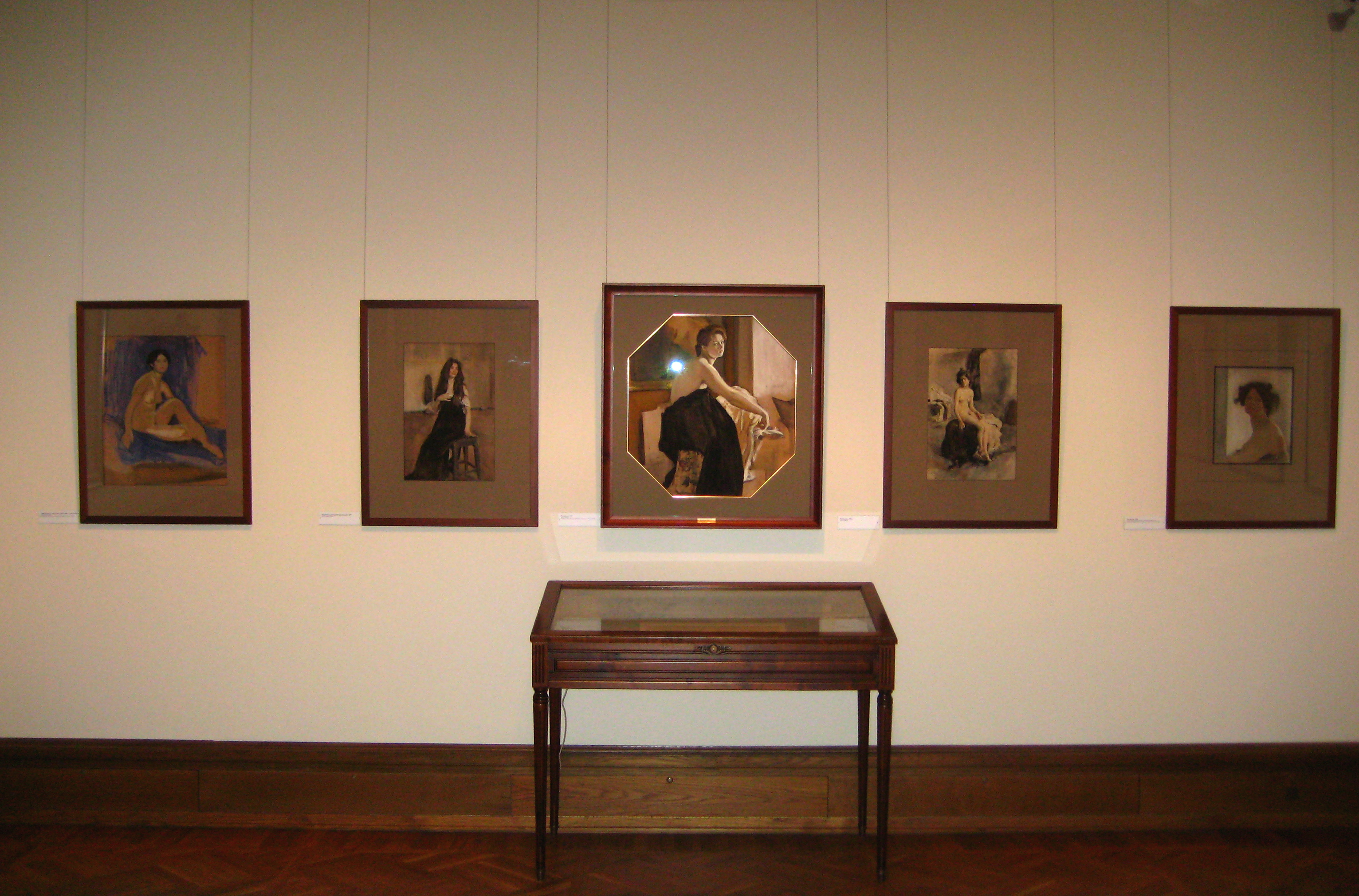
Гуаші і малюнки Валентина Сєрова
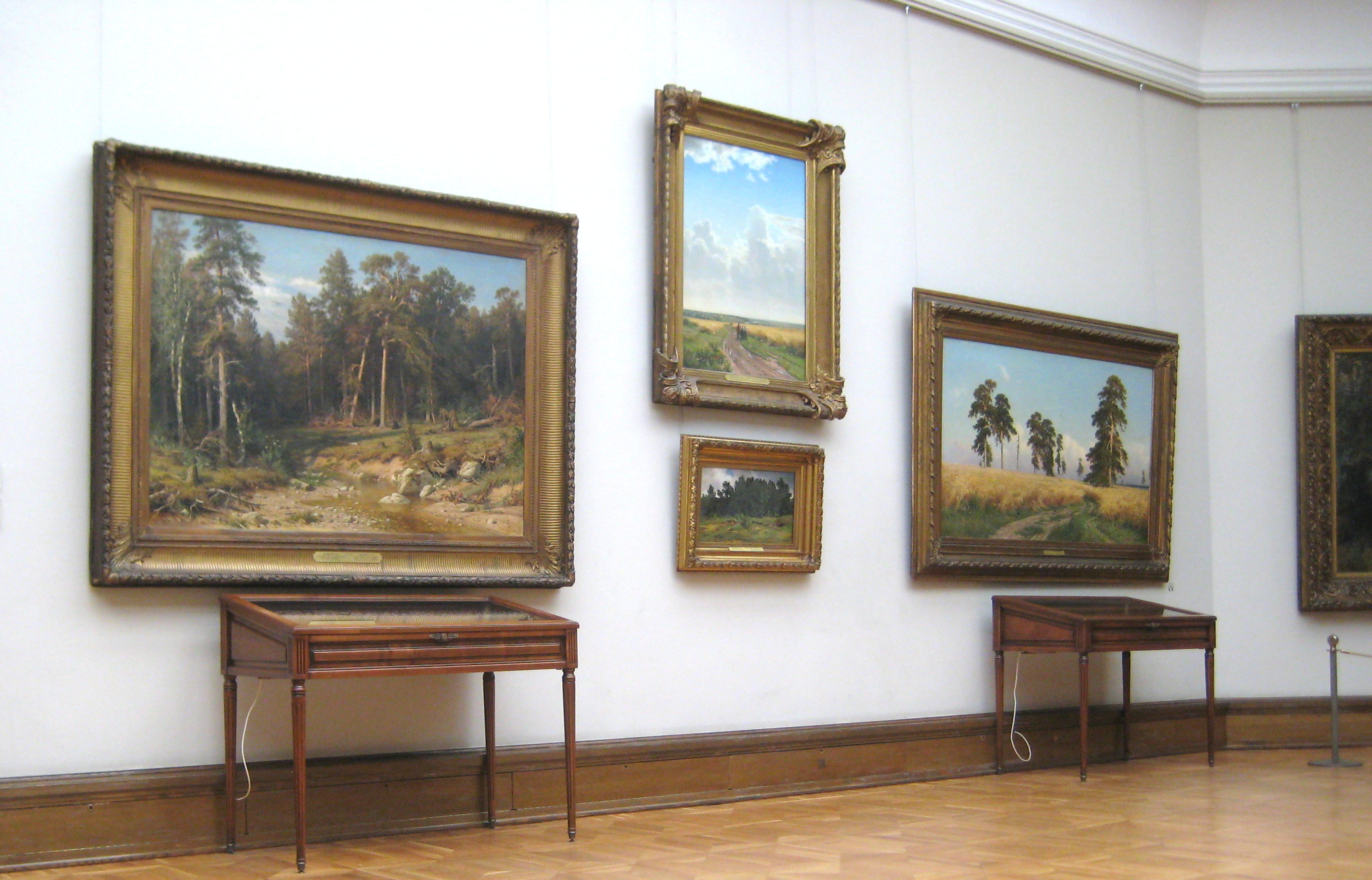
Зала з творами Івана Шишкіна
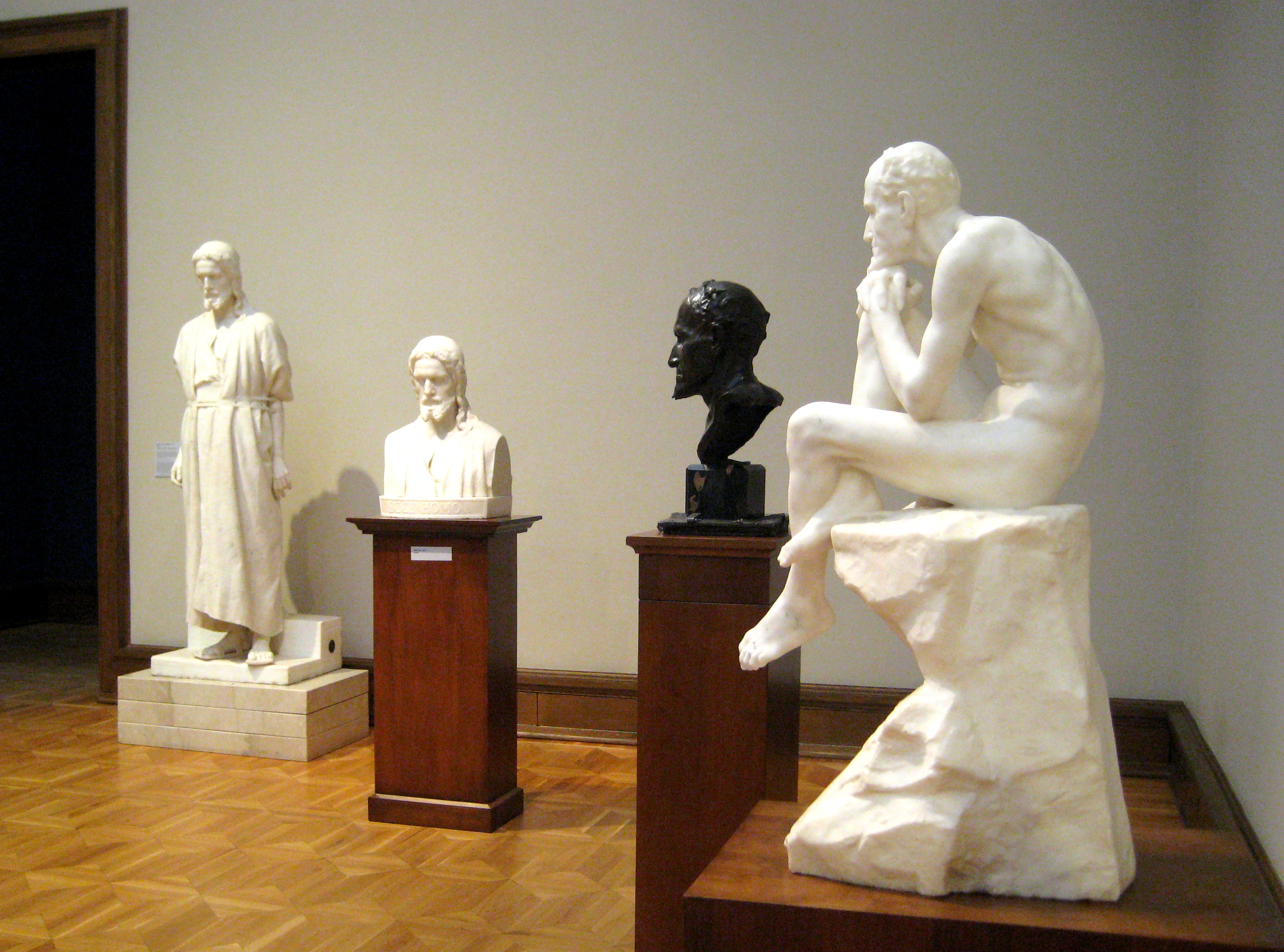
Зала з творами Марка Антокольського
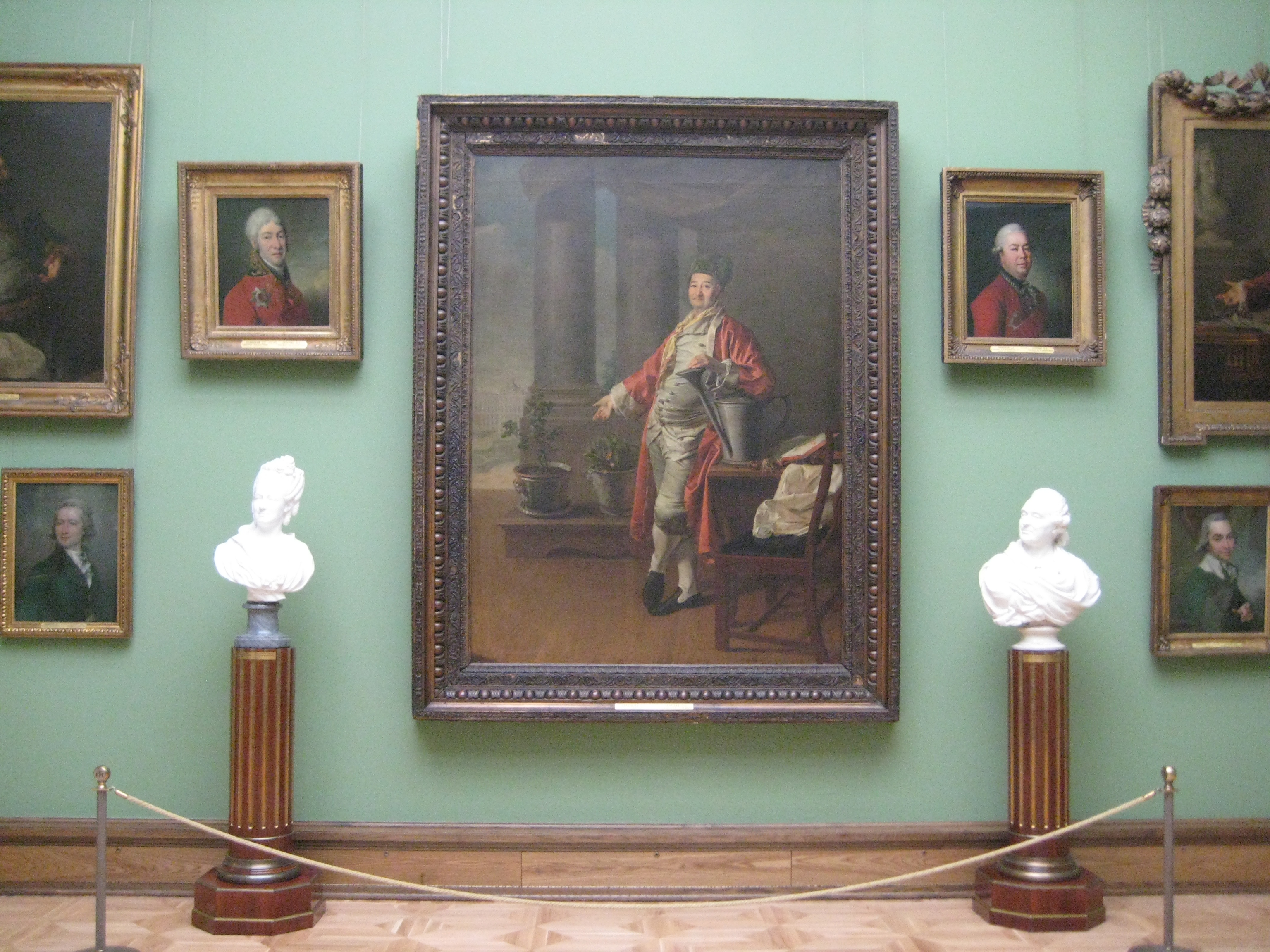
Зала мистецтва вісімнадцятого століття
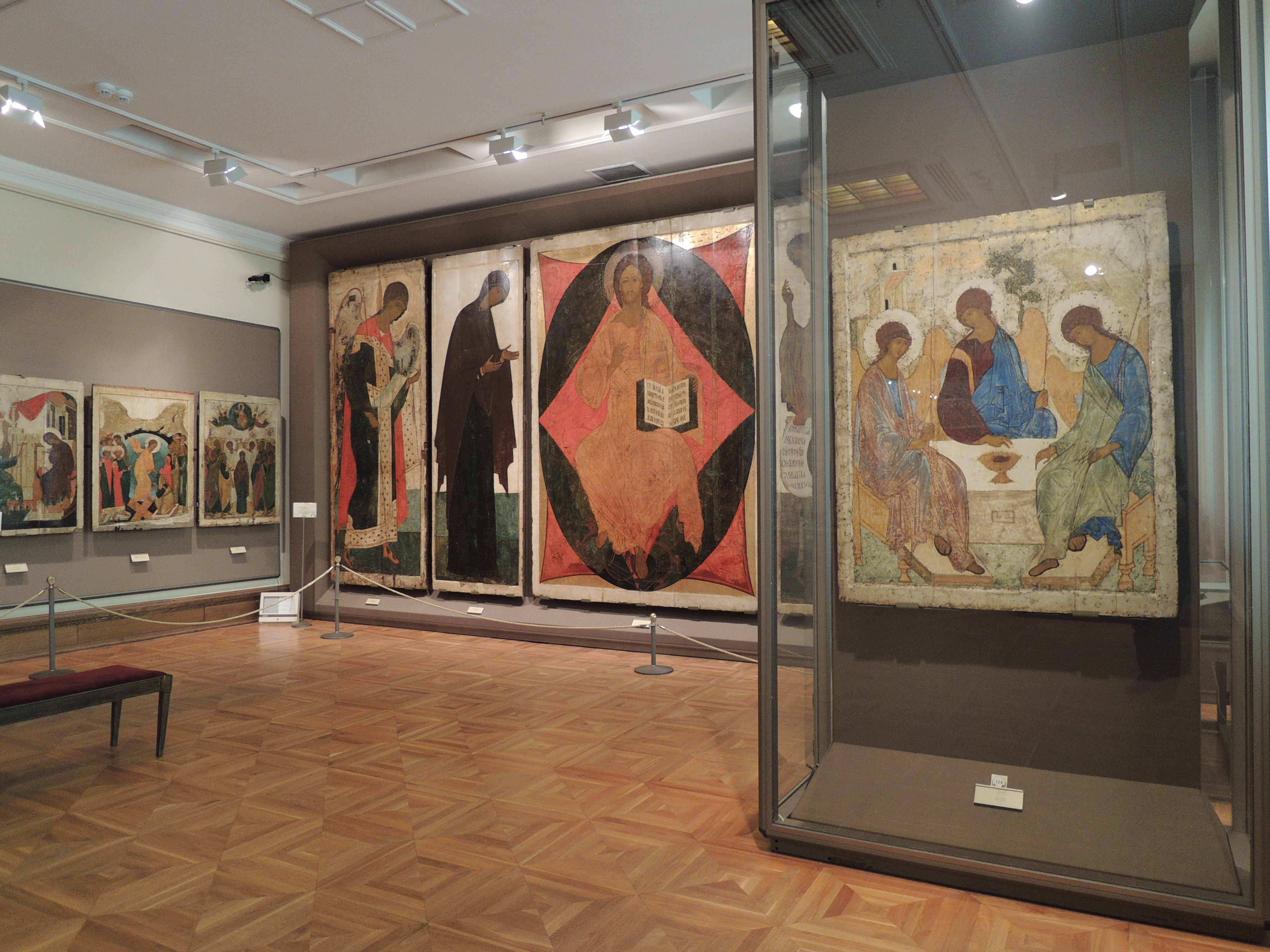
Зала, де експонують «Св. Трійцю» роботи Андрія Рубльова

## Музейні колекції

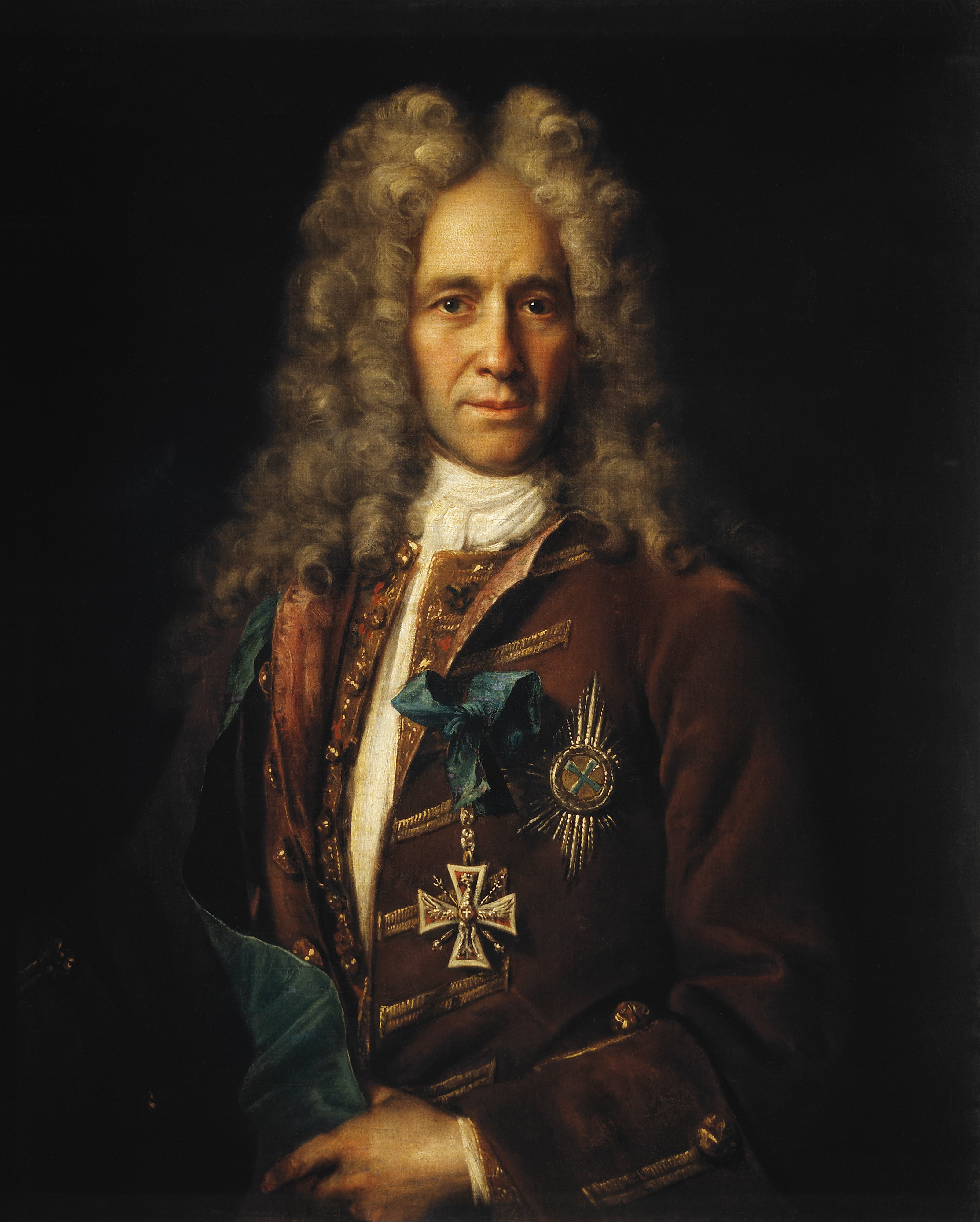
Матвєєв. «Портрет віце-канцлера Г. І. Головіна», 1720-ті рр.

Тут знаходяться унікальне зібрання російських ікон, представлені роботами Андрія Рубльова, Феофана Грека і Діонісія. Найкращими творами Ореста Кипренського, Василя Тропініна, Віктора Васнецова, Олександра Іванова, Карла Брюллова представлений російський живопис початку XIX століття. У колекції галереї — найкращі твори передвижників Крамського, Перова, Маковського, Ге, Саврасова. Прикрасою зборів є зали Рєпіна, Сурикова, Левітана, Сєрова, Шишкіна, Верещагіна.
Крім того, галерея має в своїй структурі меморіально-художні музеї: музей-квартира Ап. М. Васнецова, будинок-музей В. М. Васнецова, музей майстерню А. С. Голубкіної, музей-квартиру Коріна Павла Дмитровича, будинок-музей Н. С. Гончаровоі і М. Ф. Ларіонова.
За часів СРСР межі музейної колекції розширені за рахунок придбання та передач малюнків, театральних ескізів, графічних творів, монументальних панно Віктора Васнецова, Врубеля тощо. Для демонстрації монументальних творів створені відповідні зали великого розміру.

## Монографічна зала Рокотова
Серед світських жанрів провідні позиції в російському мистецтві 18 століття посів портрет. Серед найкращих портретистів доби — українці Левицький Дмитро Григорович, Боровиковський Володимир Лукич і росіянин Рокотов Федір Степанович. Останній, на відміну від двох попередніх, був єдиним з трійці портретистів, що не мав власної монографічної зали. Таку залу нарешті створили, де можна побачити твори митця, що перебрався на житло з Петербурга в Москву.

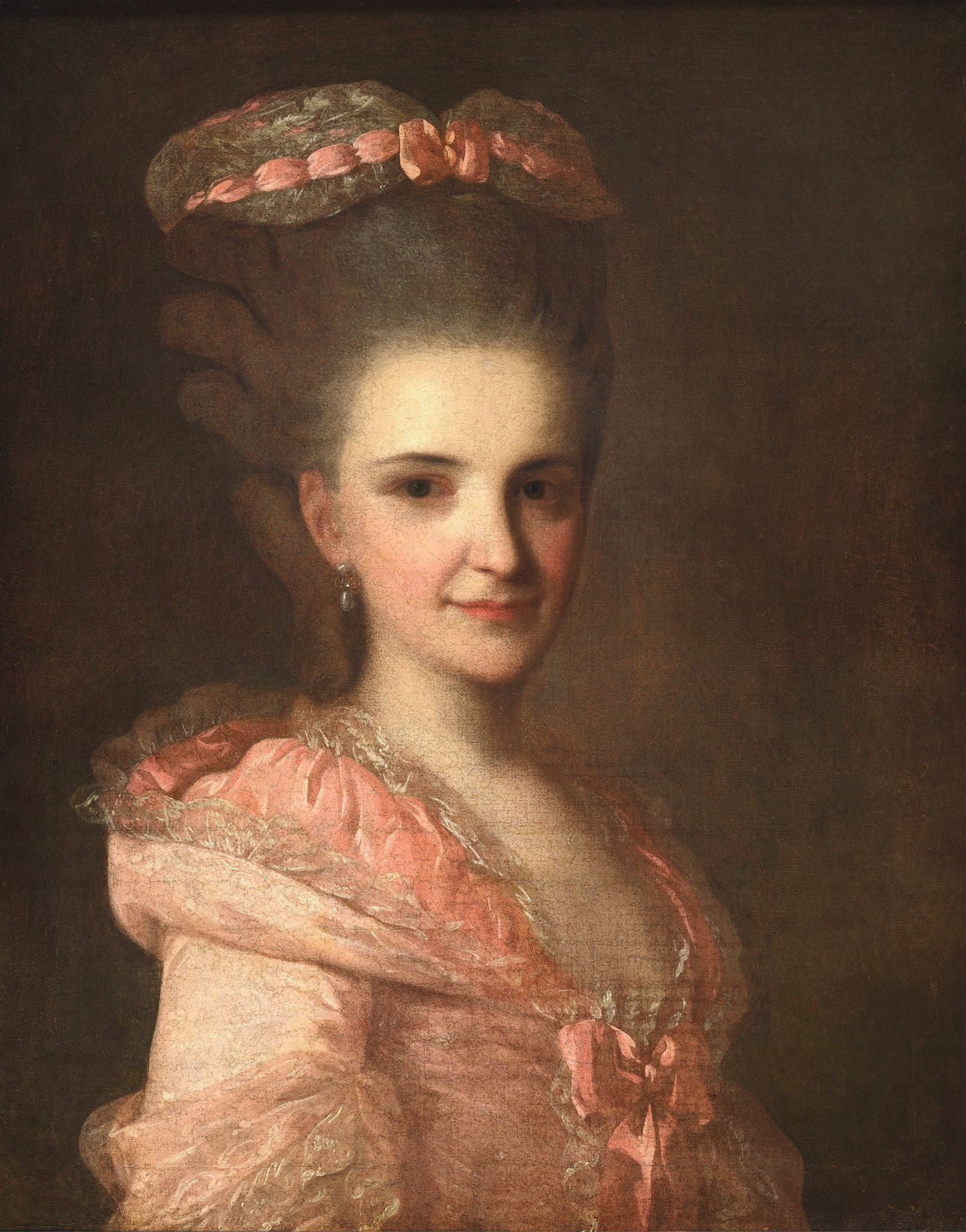
Ф. Рокотов. «Невідома пані в рожевому», 1770 р.
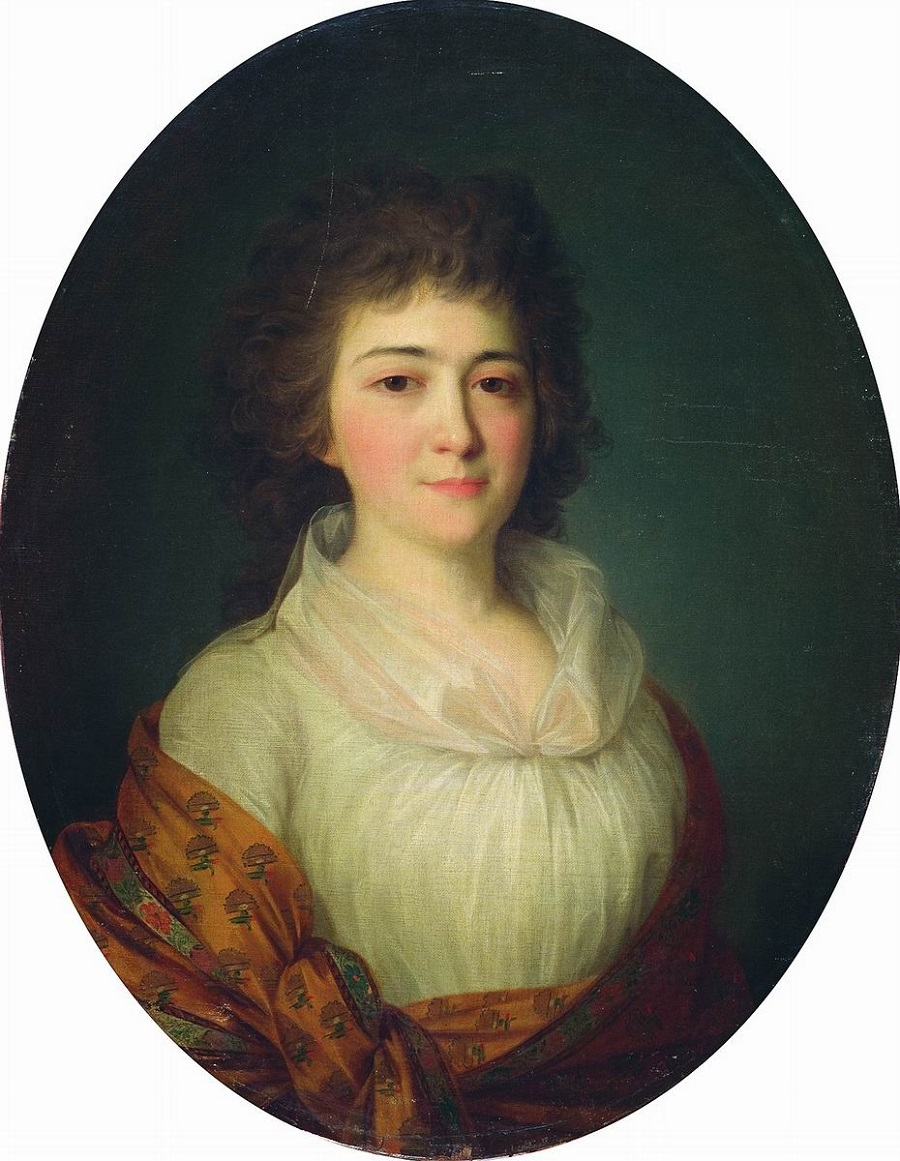
Ф. Рокотов. «Аграфена Писарєва», 1794 р.
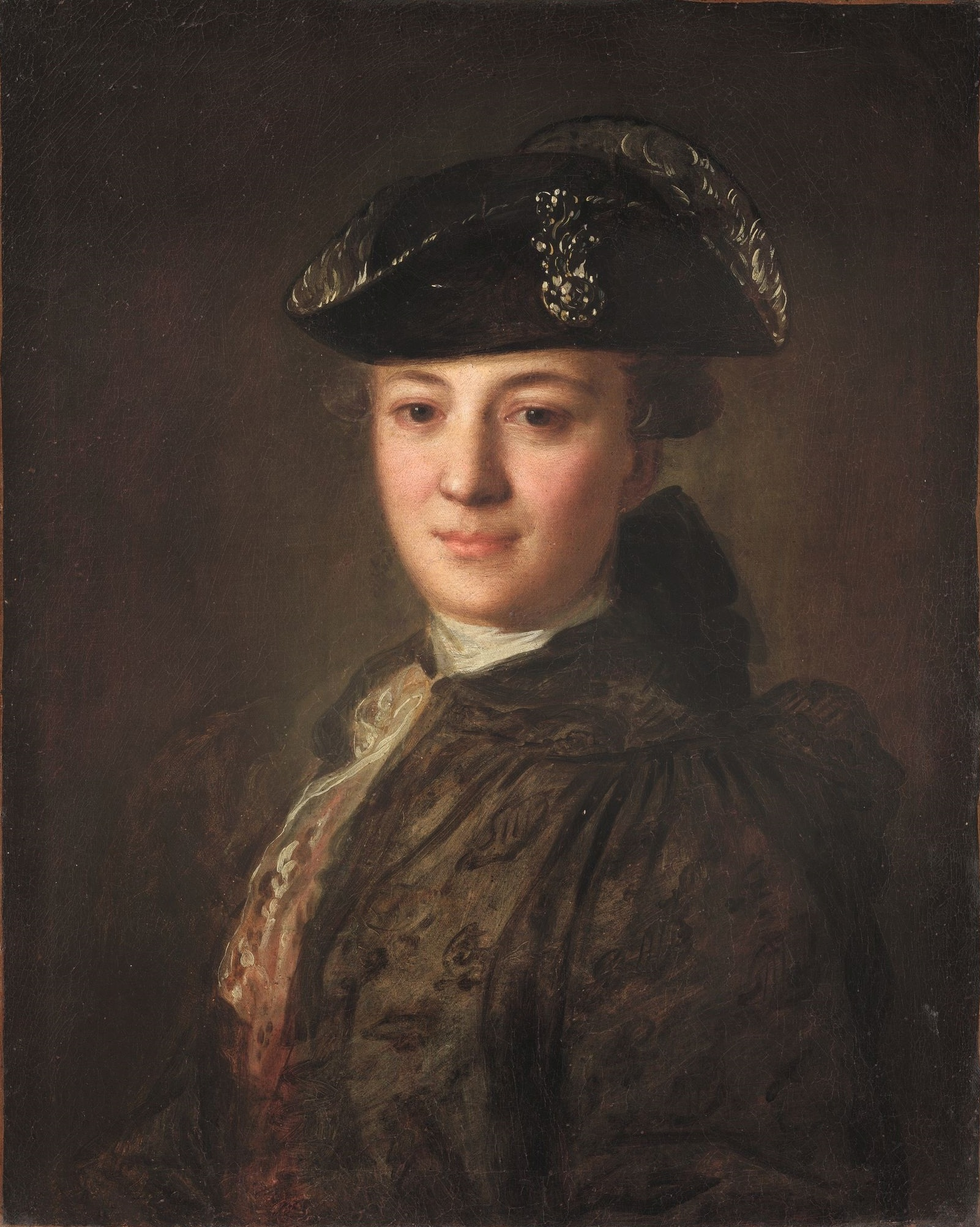
Ф. Рокотов. «Пані Струйська в маскарадному вбранні»

## Россика

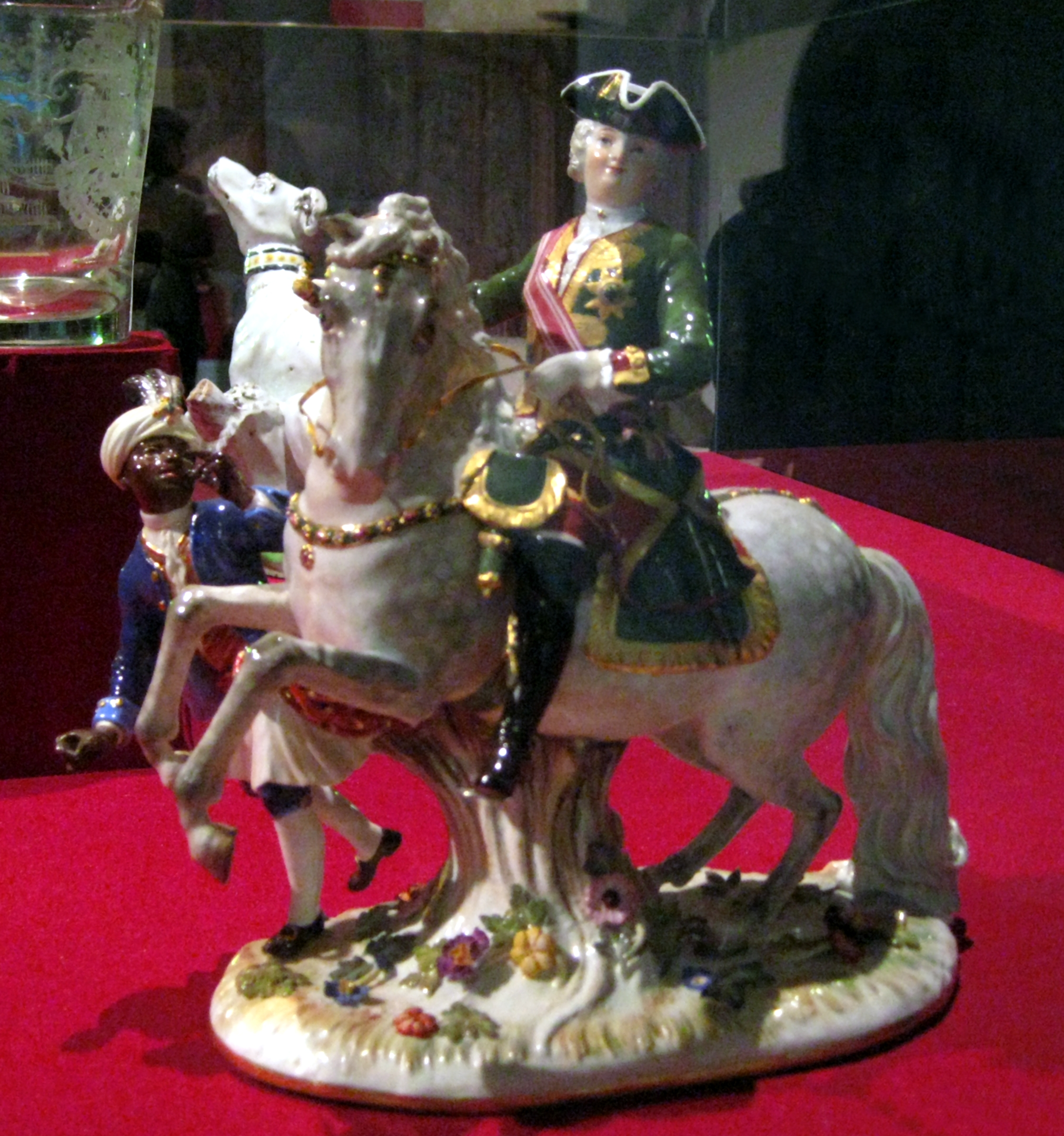
Імператриця Єлизавета верхи, Мейсенська мануфактура, порцеляна, бл. 1748

Своє місце в музейних колекціях посіла і так звана «россика» — твори іноземних майстрів, що працювали або за замовленнями російського царського двору, або іноземці, що працювали в столичних містах. Це не тільки портрети олійним фарбами, а й скульптурні погруддя і рельєфи, а також порцеляна.
Колекції россіки почали формуватися ще в 18 столітті. Цьому сприяли як моди, так і ширші зв'язки вельмож Російської імперії з країнами Західної Європи — освітні, родинні, туристичні тощо. Досить широкою була і практика запрошень іноземних майстрів на працю в імперію, здебільшого в Санкт-Петербург. Россіка — мистецтво аристократичне, бо культура тої доби обслуговувала привілейований стан дворянство. В Петербурзі роками працювали іноземні сценографи (Джузеппе Валеріані), скульптори (Карло Бартоломео Растреллі, Йоган Дункер, Етьєн Моріс Фальконе, Жан Домінік Рашетт), художники (Георг Гроот, П'єтро Ротарі, Річард Бромптон, Йоган Лампі старший, Стефано Тореллі). Декілька творів Стефано Тореллі має і Третьяковська галерея. Велике за розмірами полотно Тореллі «Апофеоз Катерини ІІ», створене після перемоги в російсько-турецькій війні, повернуто в експозицію.

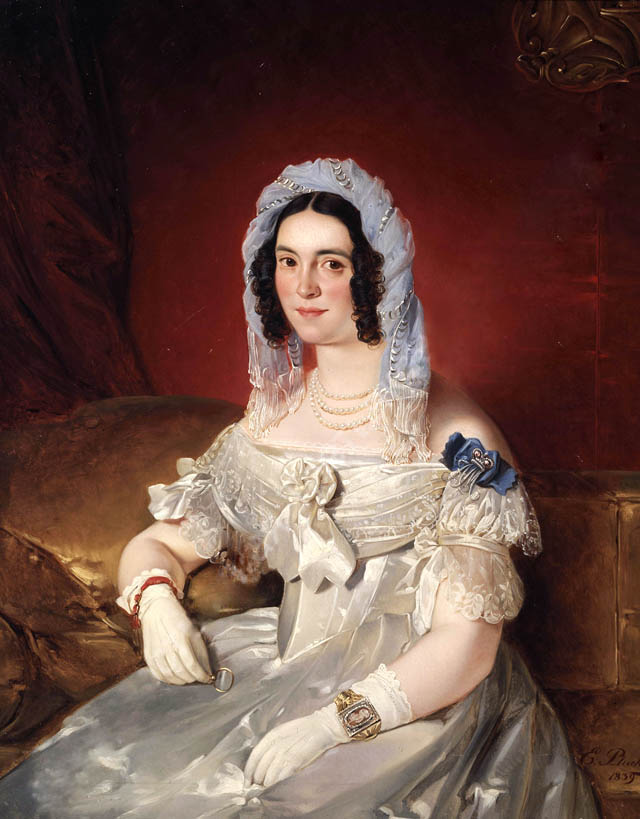
Ежен Плюшар, графиня Марія Олсуф'єва, 1839
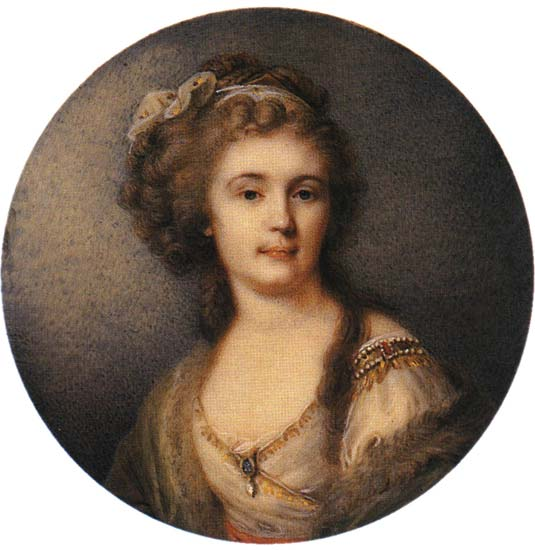
Лампі Старший, княгиня Т. В. Юсупова, 1797
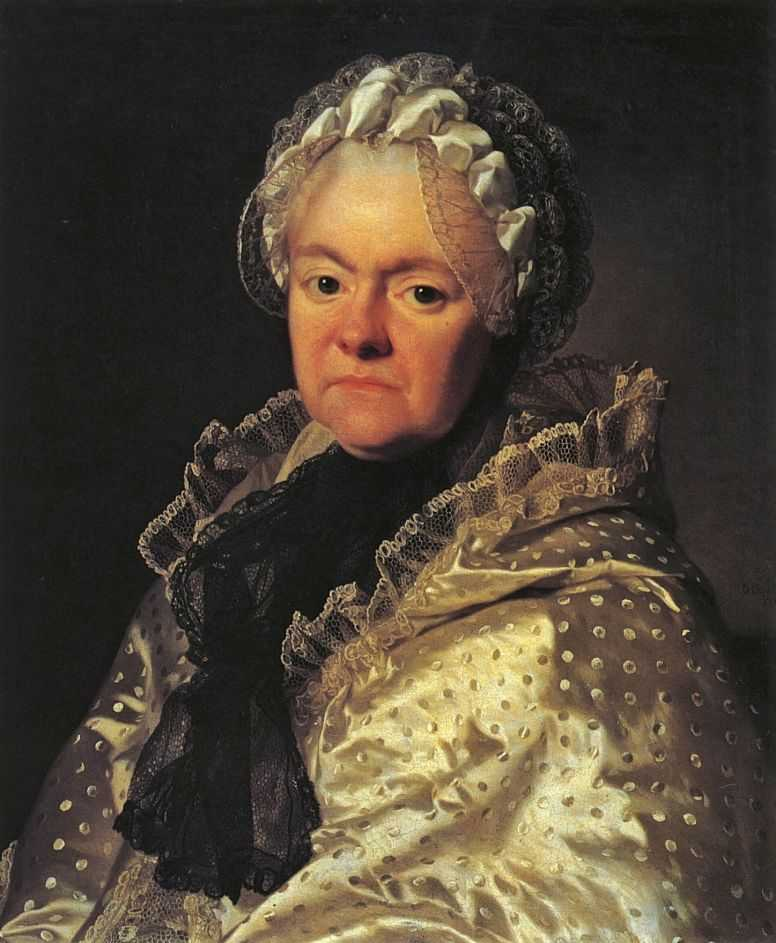
Олександр Рослін. Графиня Катерина Чернишова, 1776

## Збірки скульптур

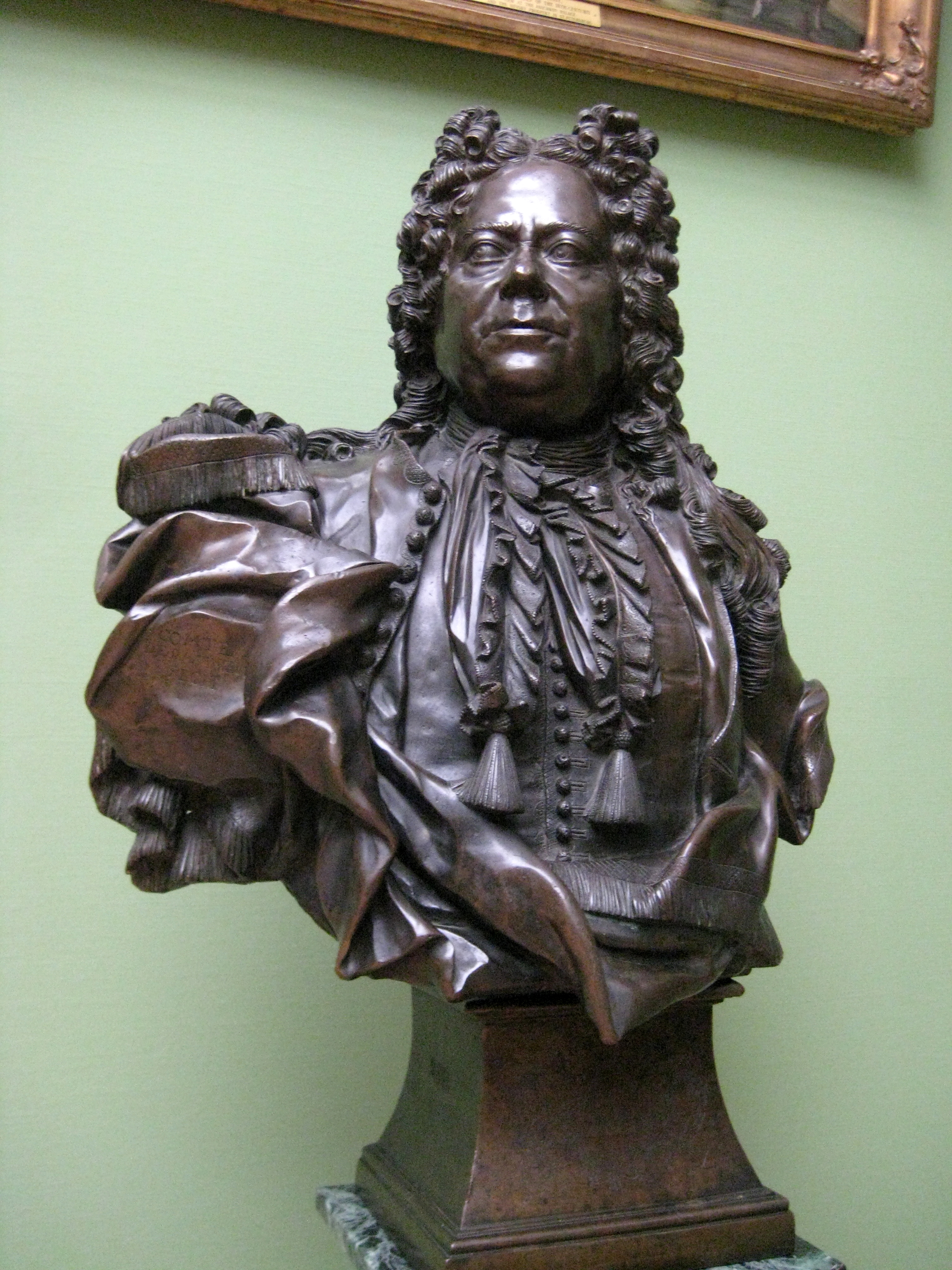
Карло Бартоломео Растреллі. Погруддя невідомого, до 1740

Значно розширено зібрання скульптур доби капіталістичної Російської імперії та СРСР, скульптур митців зниклих нині радянських республік. Так, в музейну збірку увійшли твори скульпторів, серед яких -
- Карло Бартоломео Растреллі
- Шубін Федот Іванович (1740—1805)
- Козловський Михайло Іванович
- Мартос Іван Петрович (1754—1835)
- Антокольський Марко Матвійович (1843—1902)
- Коньонков Сергій Тимофійович (1874—1971)
- Ерьзя Степан Дмитрович (1876—1959)
- Мухіна Віра Гнатівна (1889—1953),
- Вучетич Євген Вікторович (1908—1974)
- Волнухін Сергій Михайлович (1859—1921) та інші.

В даний час колекція Третьяковської галереї налічує понад 100 тисяч витворів мистецтва. Все це різноманіття вже не міг вміщати особняк, куплений Третьяковим і кілька разів перебудовуваний під потреби зростаючої колекції. Зараз експонати музею розміщуються не тільки в комплексі в Лаврушинському провулку, але і в будівлі на Кримському валу, яка було передано галереї в 1986 році.

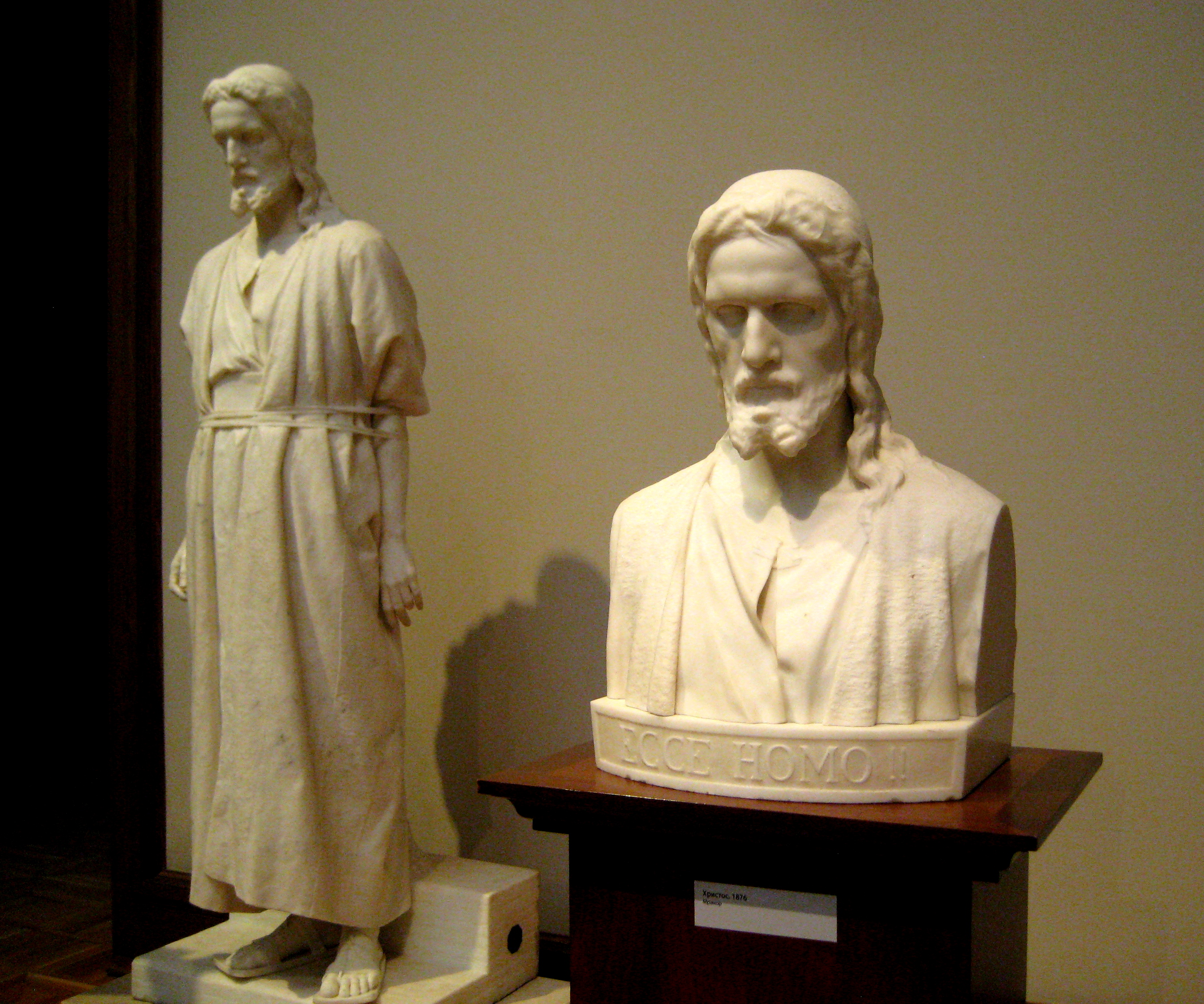
Марко Антокольський. «Христос перед натовпом», мармур

## Мистецтво імперії 19 ст

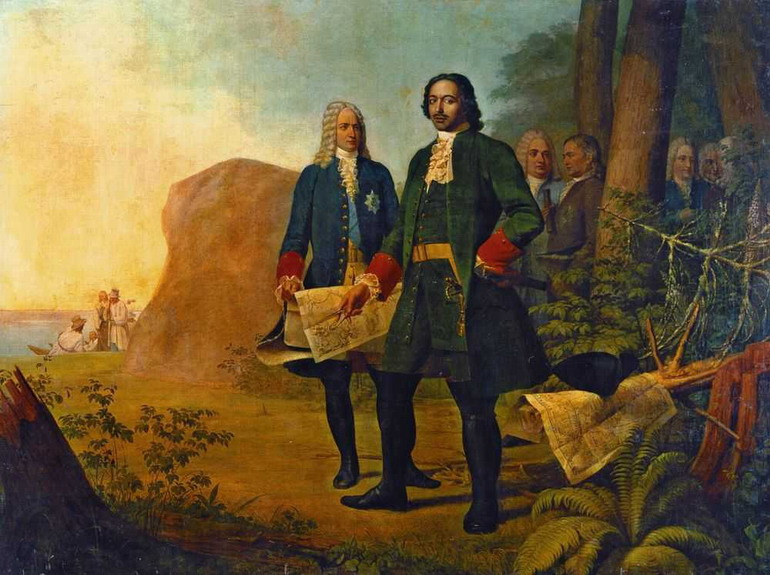
Олексій Венеціанов. «Заснування Санкт-Петербурга»

Прийшли зміни і в концепцію показу мистецтва Російської імперії 19 століття. Очільники галереї після реконструкції 1995 р. створили три нових зали, де показують тільки академічне і салонне мистецтво. Одна зала відведена під академічний пейзаж, друга — під академічний історичний живопис, третя — під салонні картини побутового жанру. Мистецтвознавці йдуть від концепції пандану мистецьких стилів минулого. Так, в мистецтві 17 ст. антиподами були бароко і класицизм, в 18-му — бароко і рококо. Для 19 ст. в Росії запропоновані антиподи — реалізм передвижників і салонне мистецтво, хоча мистецька ситуація була значно складнішою і не вичерпувалась тільки панданом двох стилів). Плутанину вносить і творча діяльність Костянтина Маковського, твори якого найменше відповідають настановам реалізму, але виставляв він картини разом з передвижниками, залишаючись знаковою фігурою національного салонного мистецтва Росії. Серед представлених в експозиції:
- Генрик Семирадський
- Бронніков Федір Андрійович
- Клевер Юлій Юлійович
- Гун Карліс Фрідріхович
- Смирнов Василь Сергійович
- Леман Юрий Яковлевич
- Якобі Валерій Іванович
- Тютрюмов Никанор Леонтійович
- Сверчков Микола Єгорович
- Зоммер Ріхард-Карл Карлович

## Представники стилю академізм

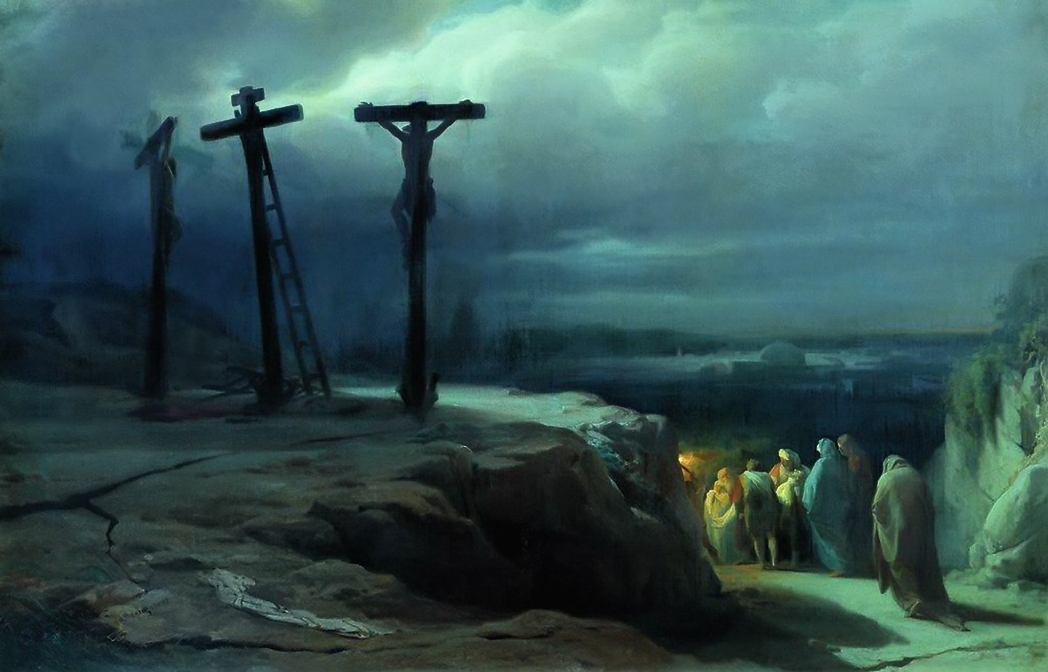
Василь Верещагін, «Ніч на Голгофі»
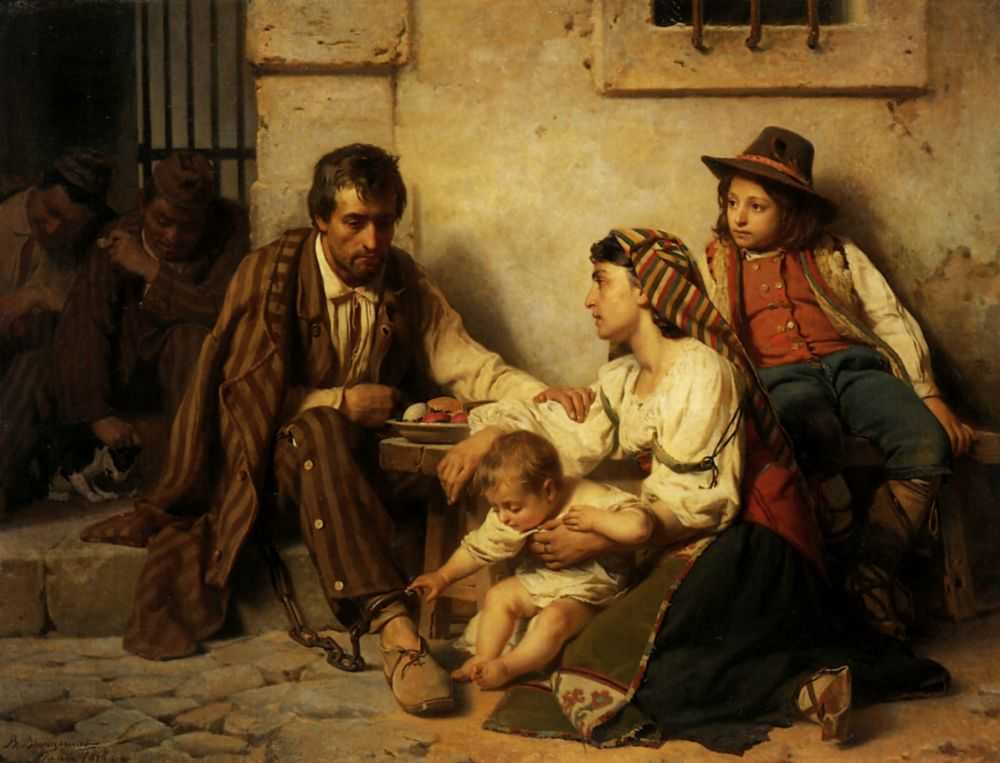
Василь Верещагін, «Відвідини в'язня його родиною в Італії»
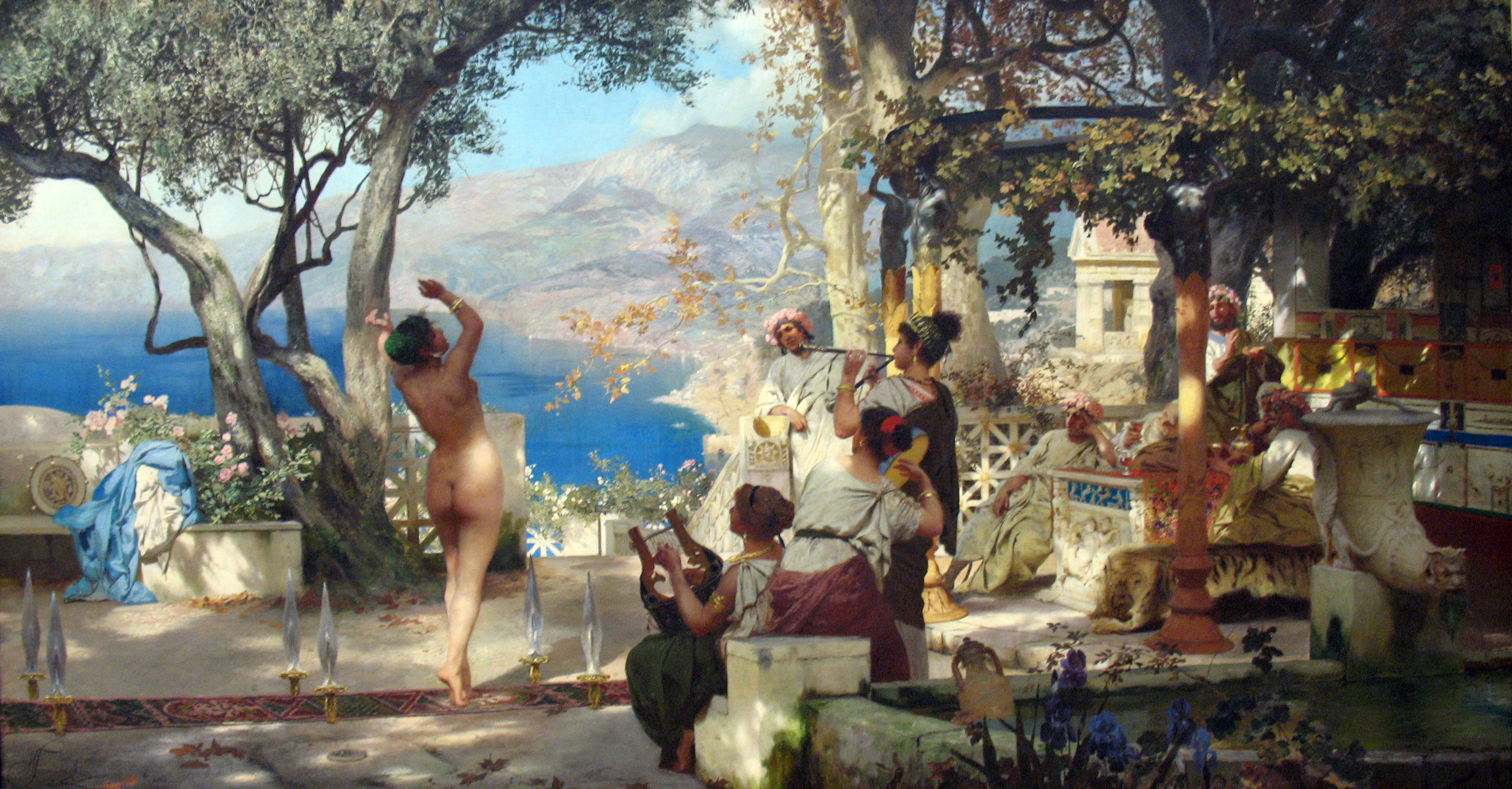
Генрик Семирадський, Танок повз мечі.
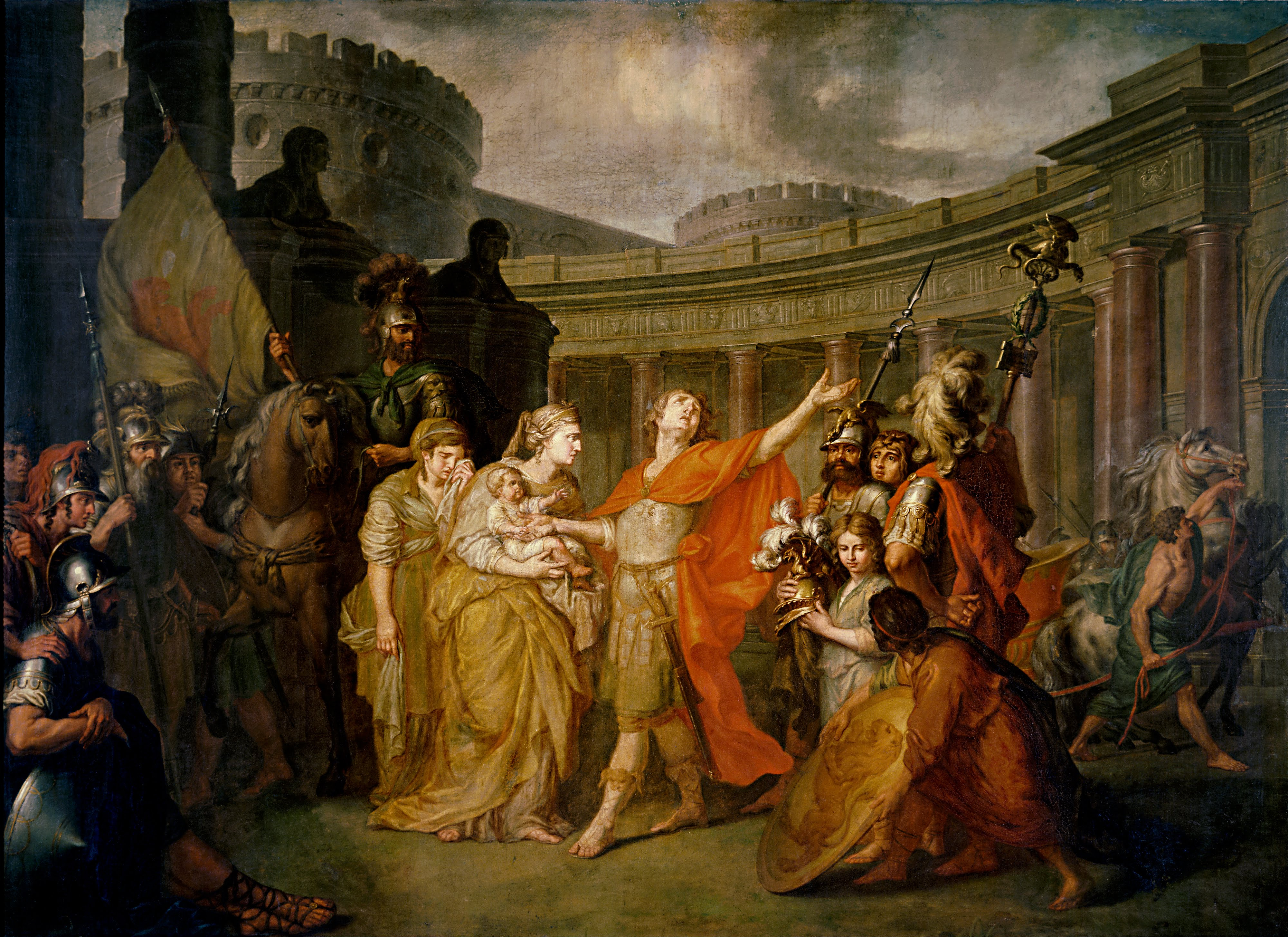
Антон Лосенко, Прощання Гектора з Андромахою (Троянська війна).

Указом президента РФ від 24 січня 1995 Третьяковська галерея віднесена до найцінніших об'єктів російської культури.

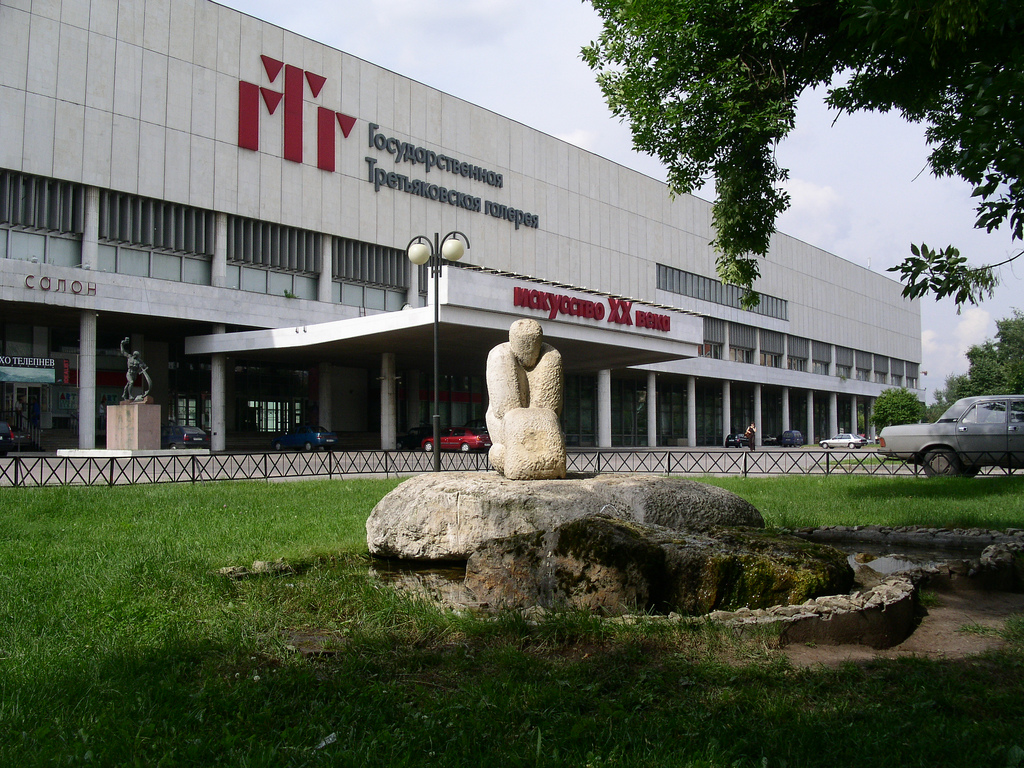
Новий корпус галереї на Кримському валу
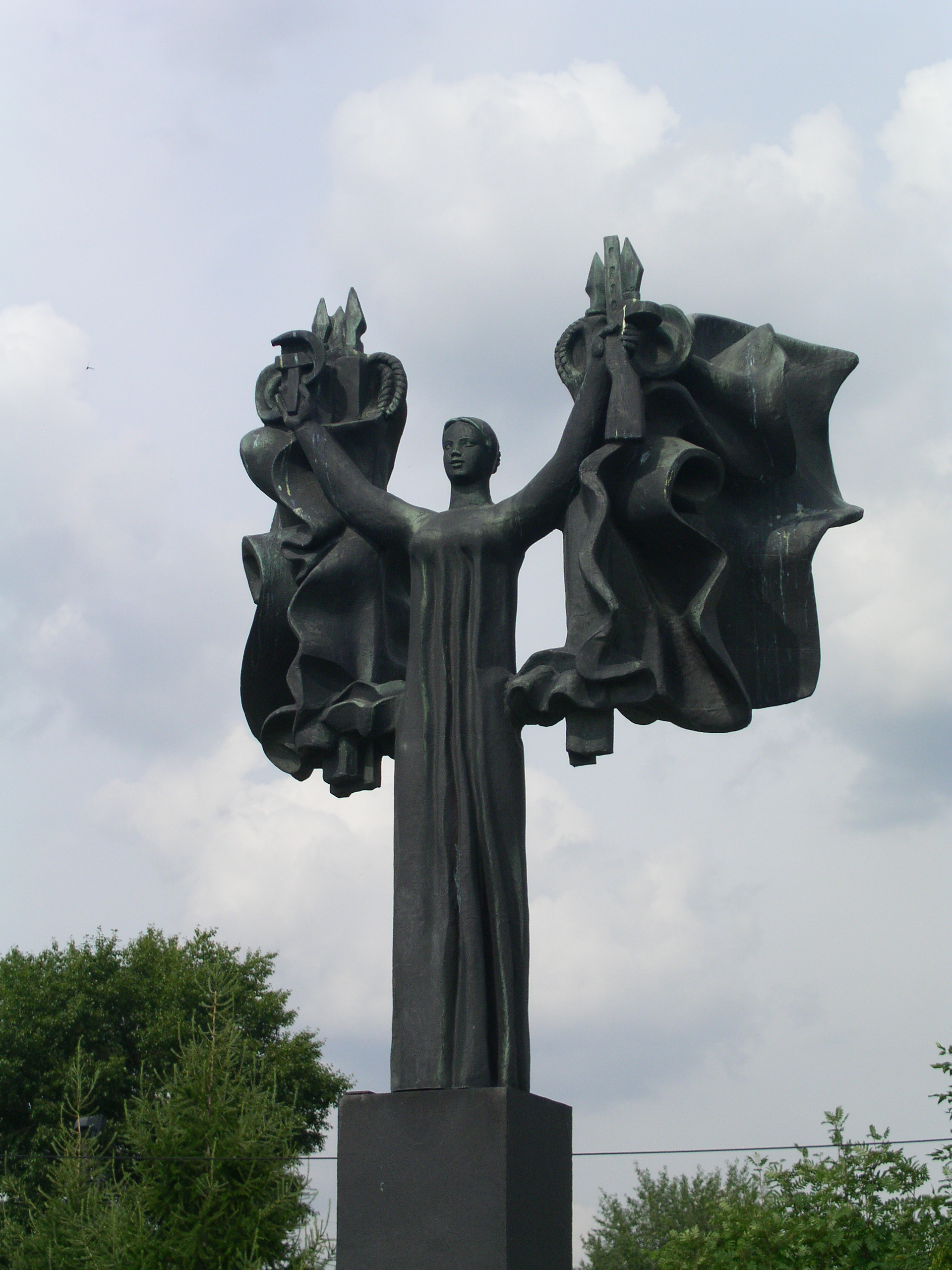
Монумент «Росія молода»

## Експонати зібрання галереї

### Домонгольські ікони

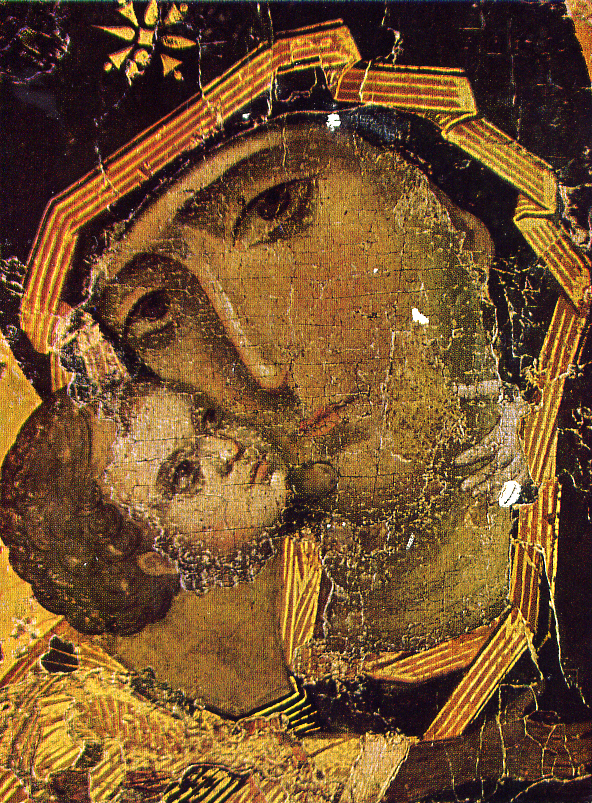
Вишгородська ікона Божої Матері (Володимирівська)
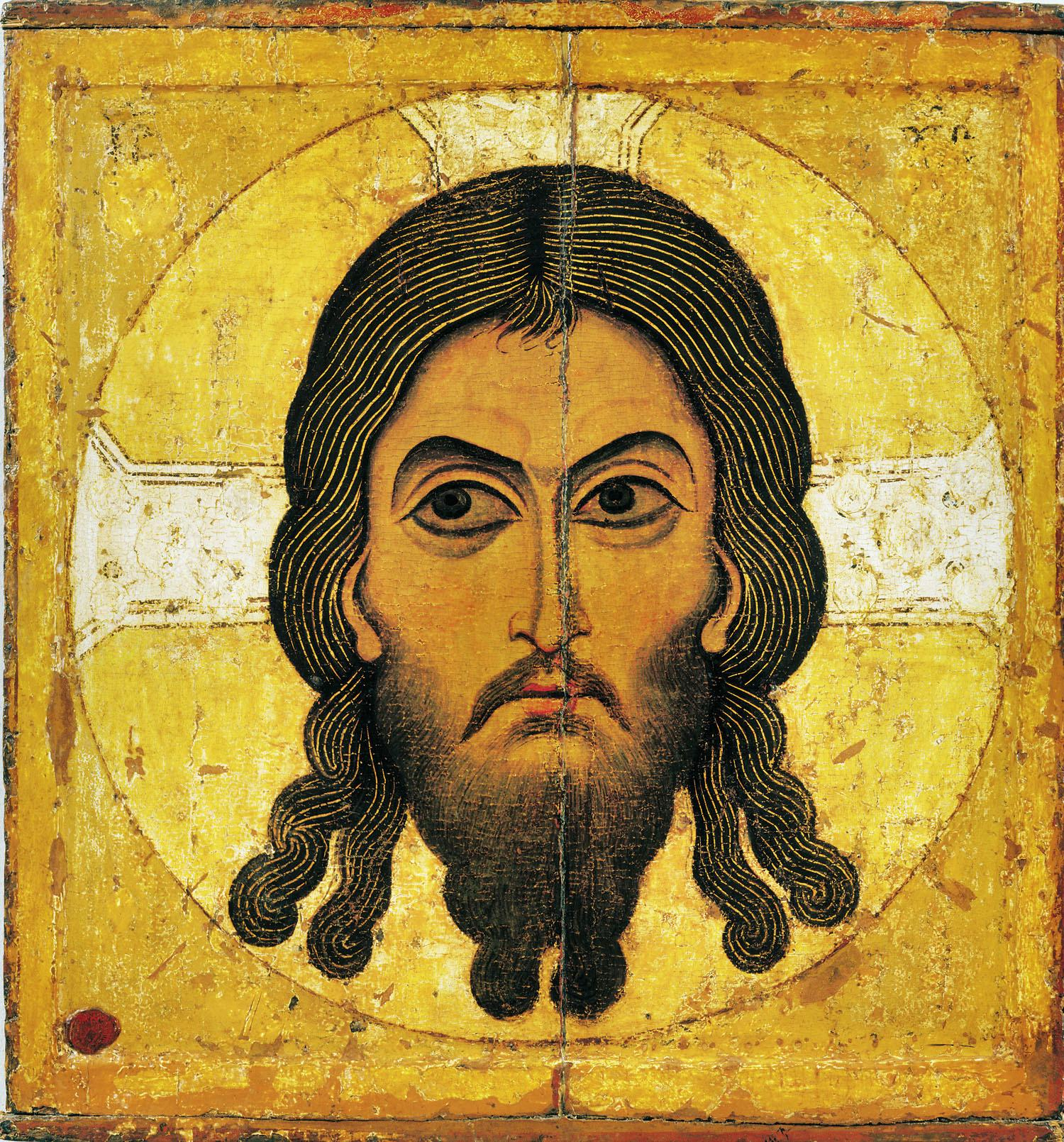
Спас Яре Око
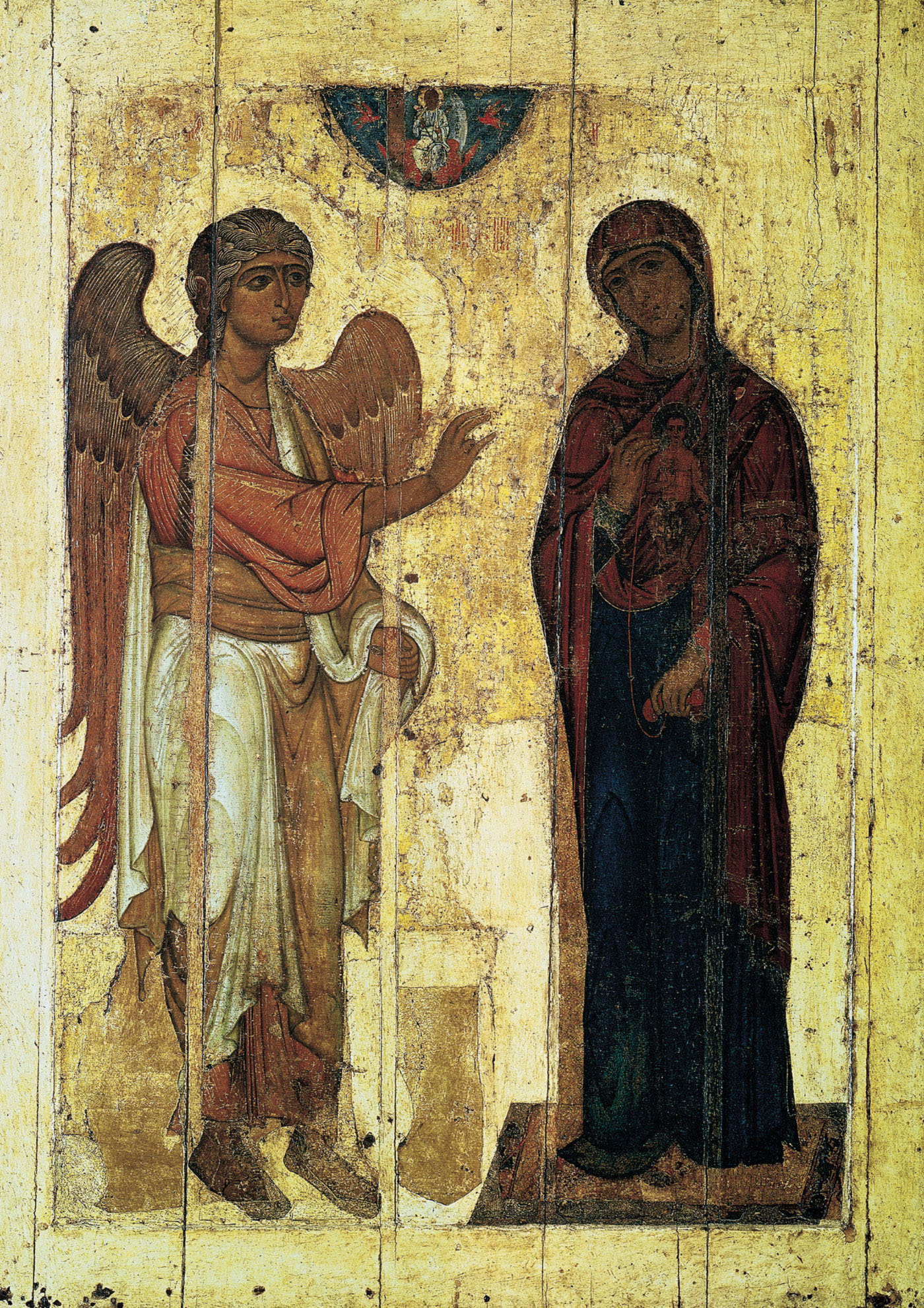
Устюзьке благовіщення
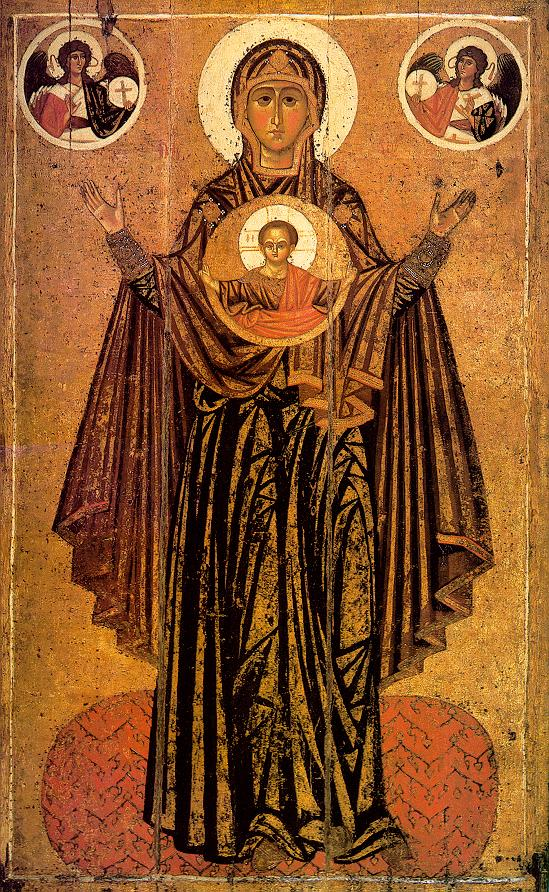
Велика Панагія, Київська іконна школа

### Портрети 18 століття

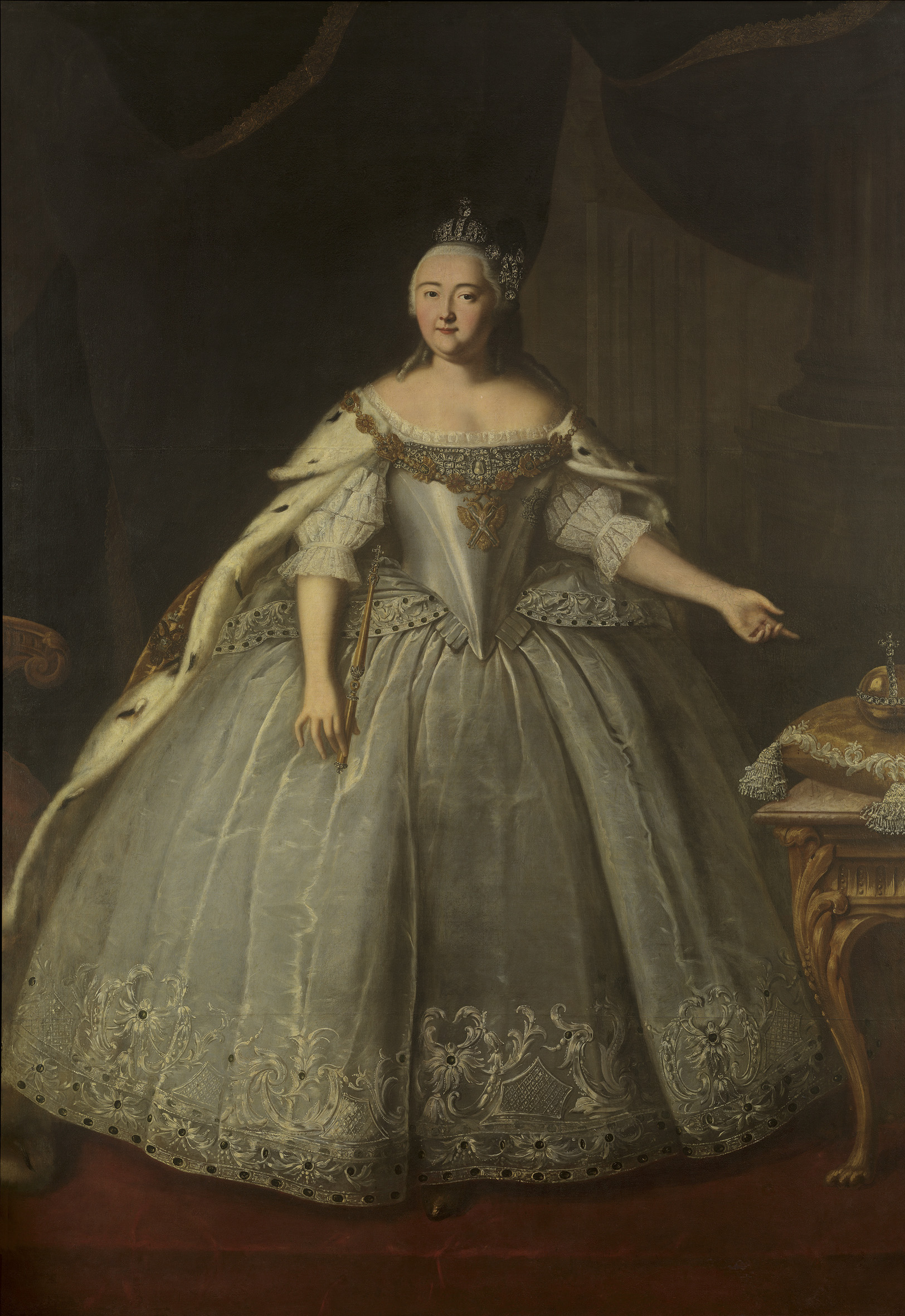
Іван Вишняков. Імператриця Єлизавета Петрівна, 1743
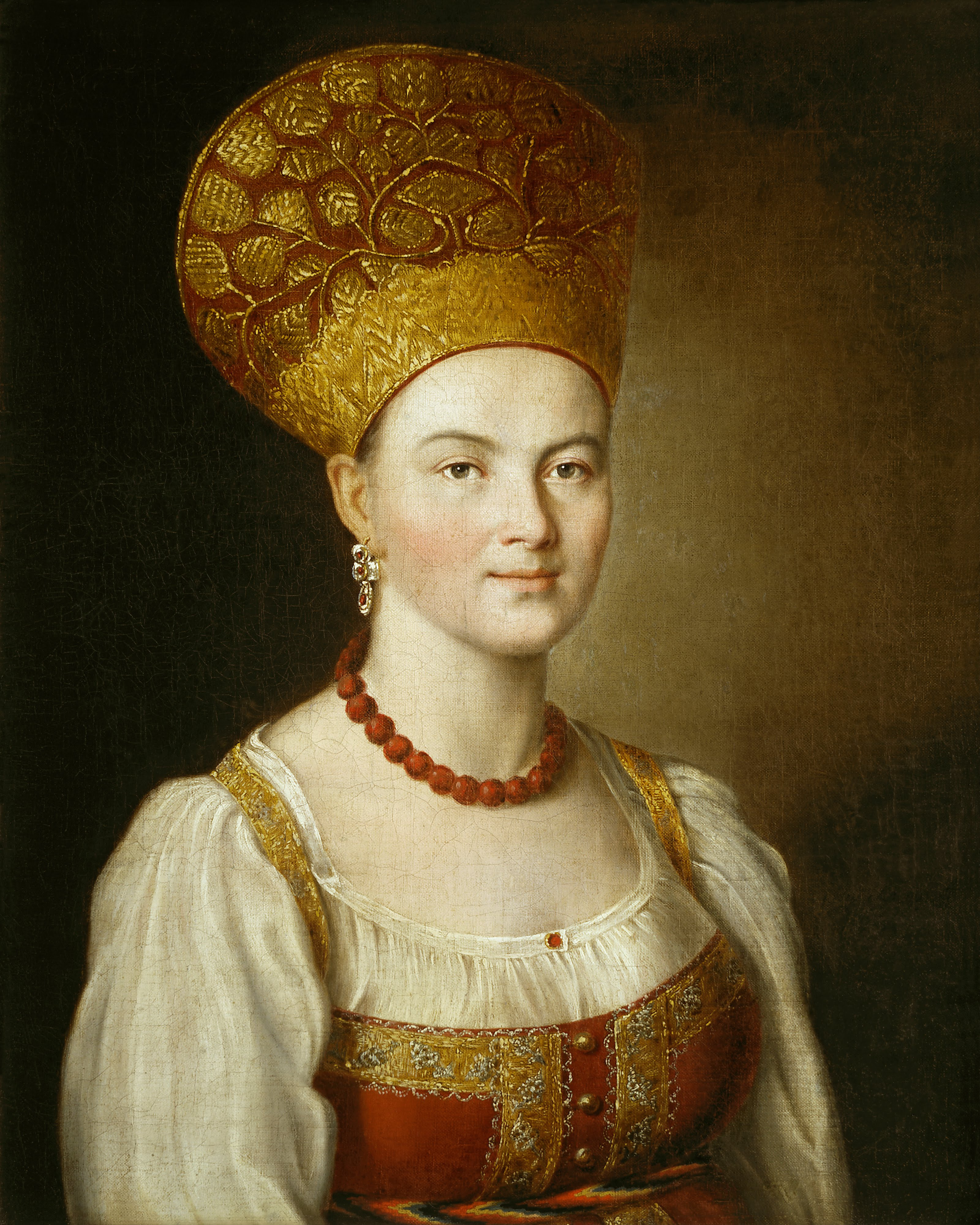
Іван Аргунов. Невідома в російському вбранні, 1784
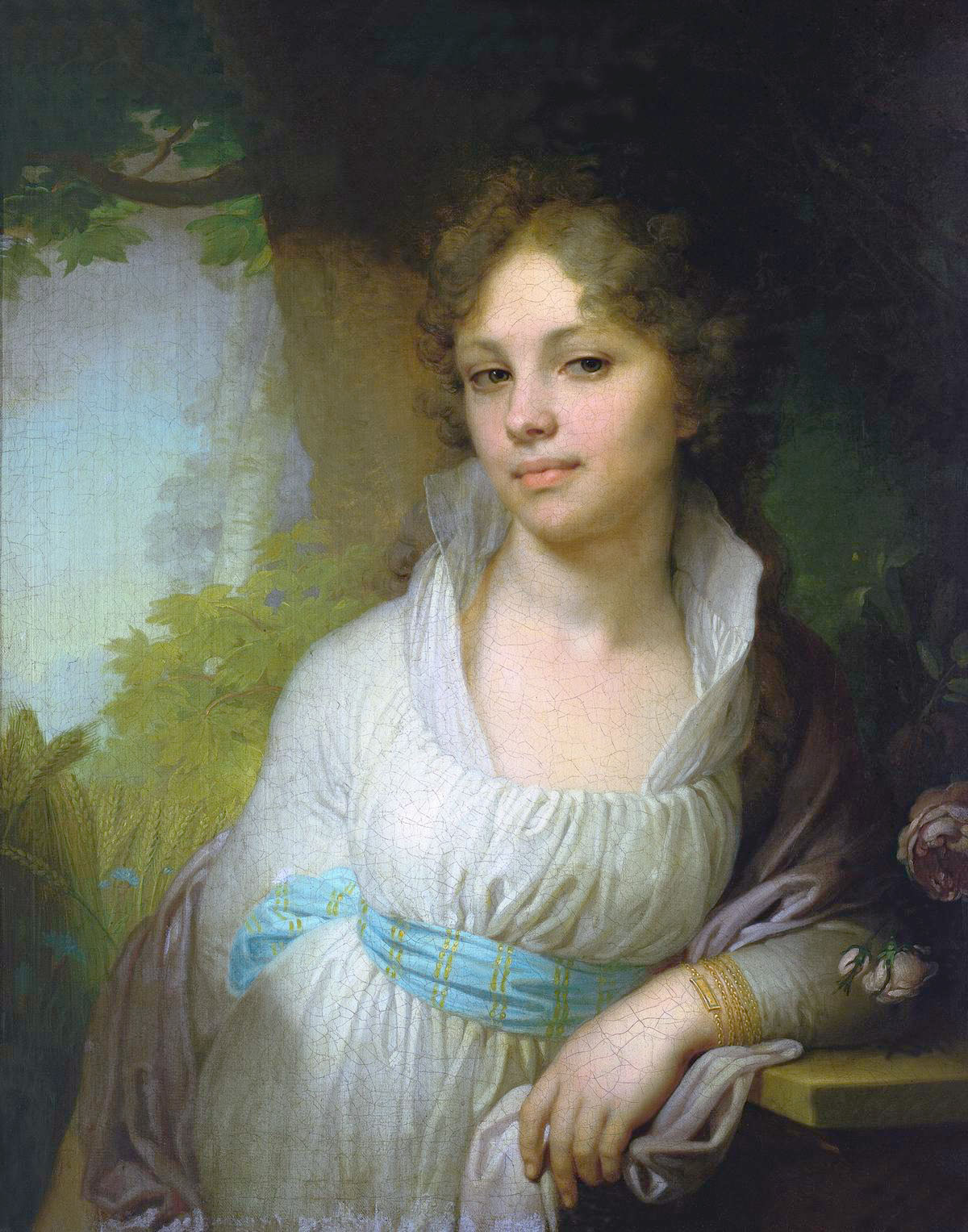
Володимир Боровиковський, Портрет Марії Лопухіної
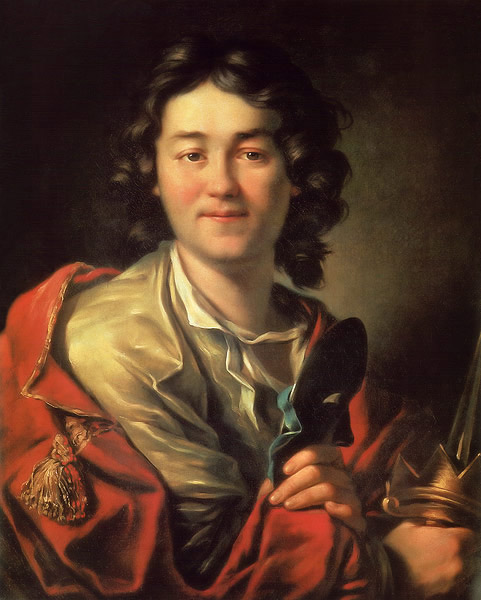
Антон Лосенко, Актор Волков

### Твори 19 століття

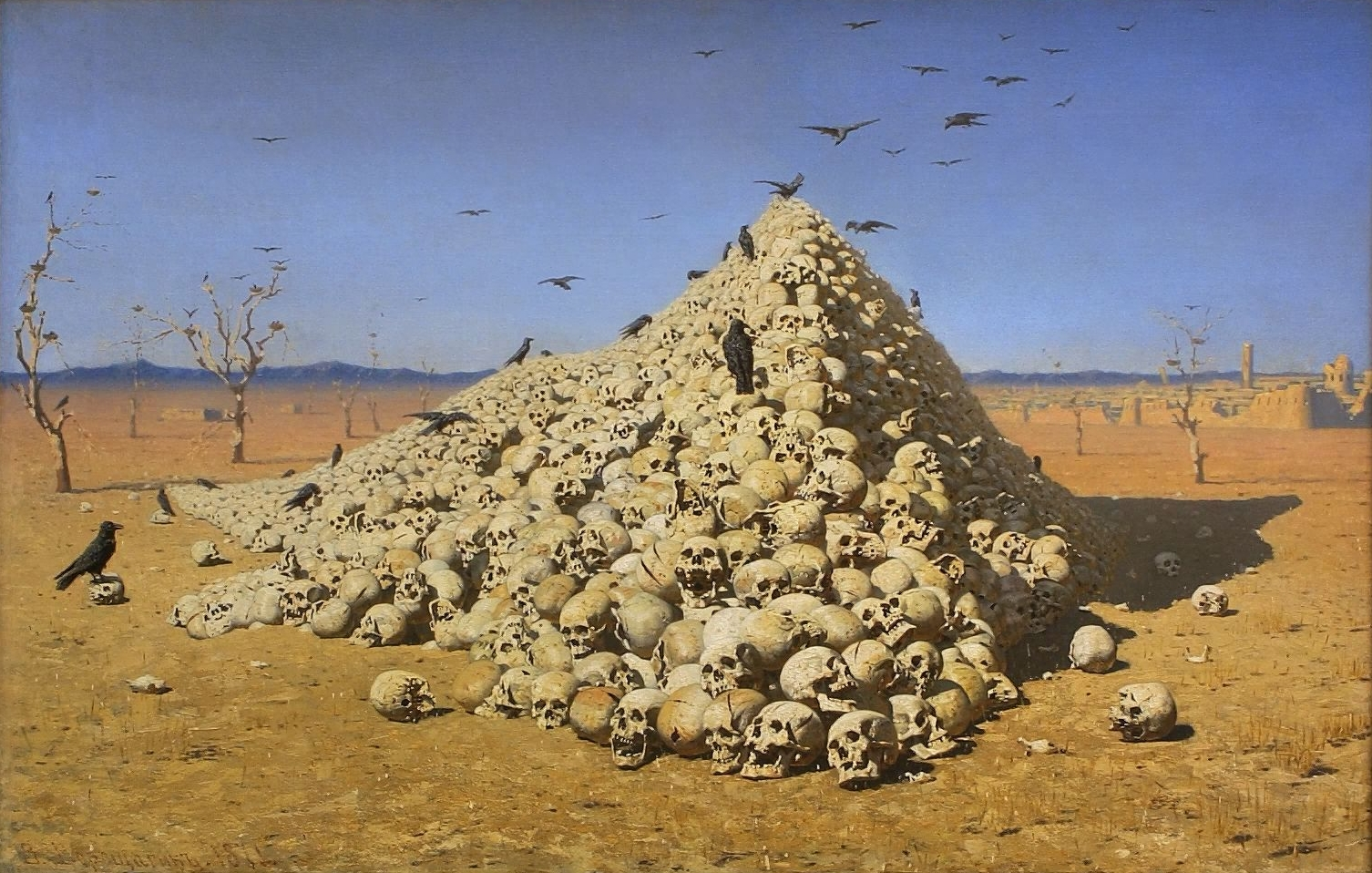
Василь Верещагін, «Апофеоз війни»
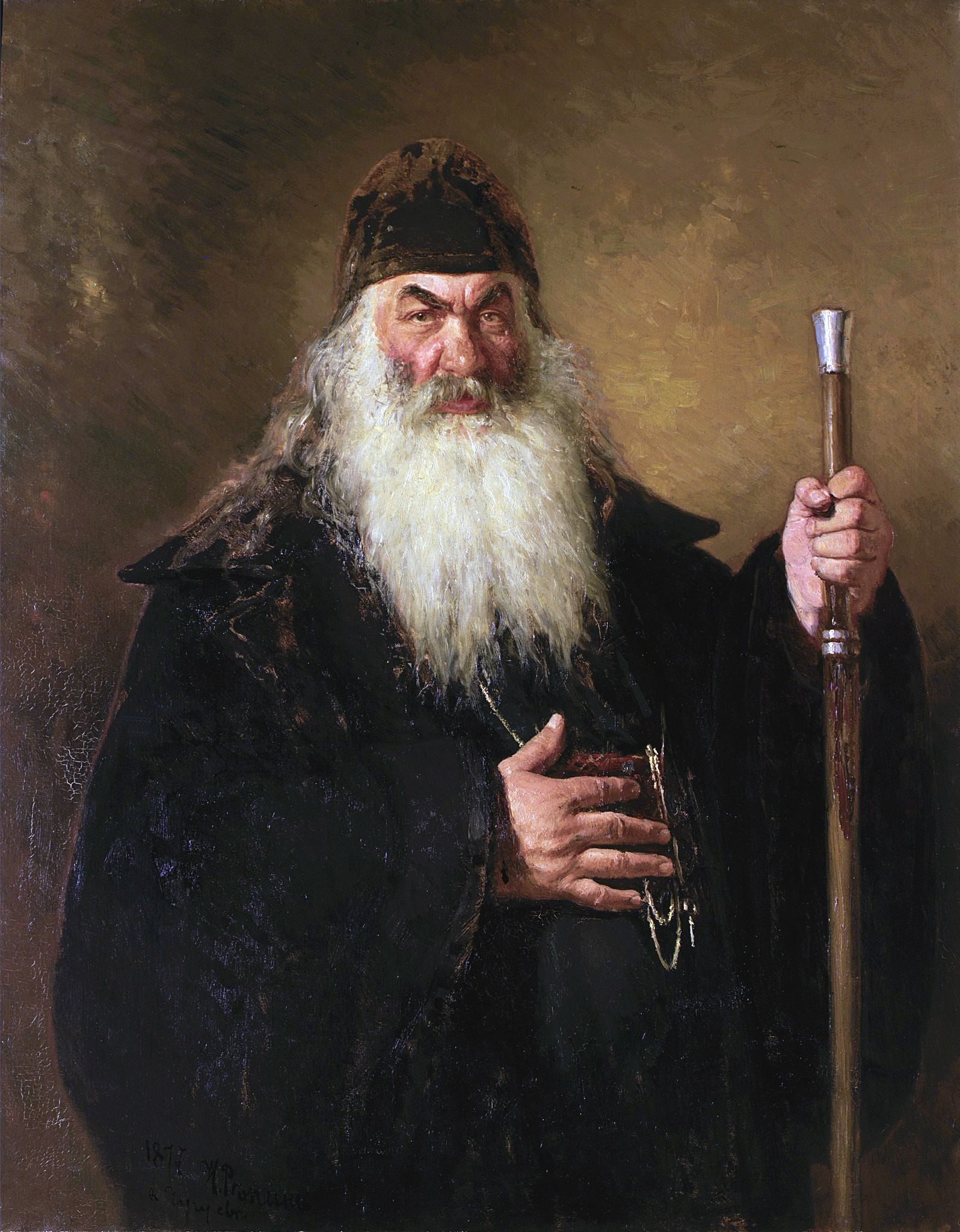
Ілля Рєпін, «Архідиякон»
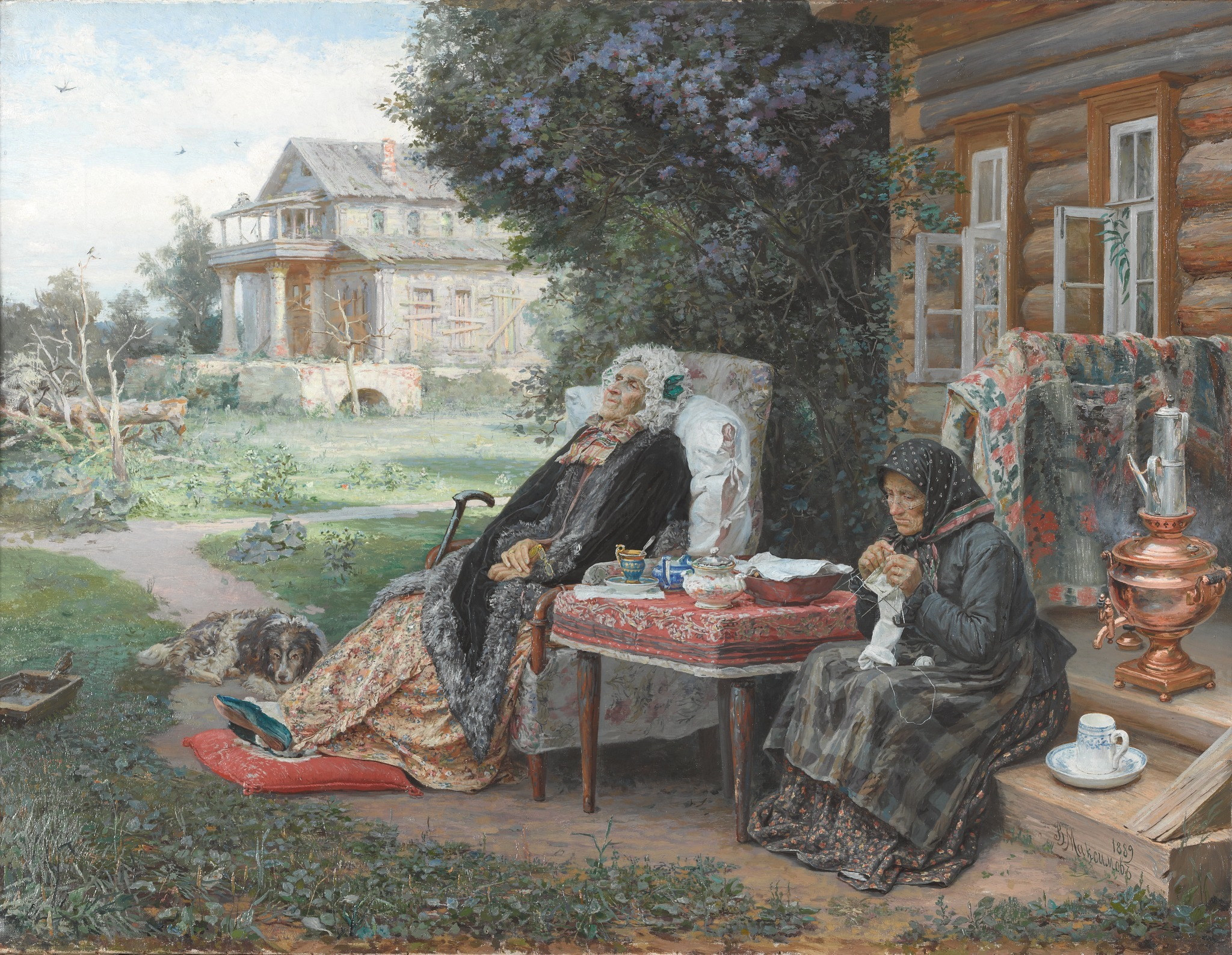
Максимов Василь Максимович. «Усе в минулому»
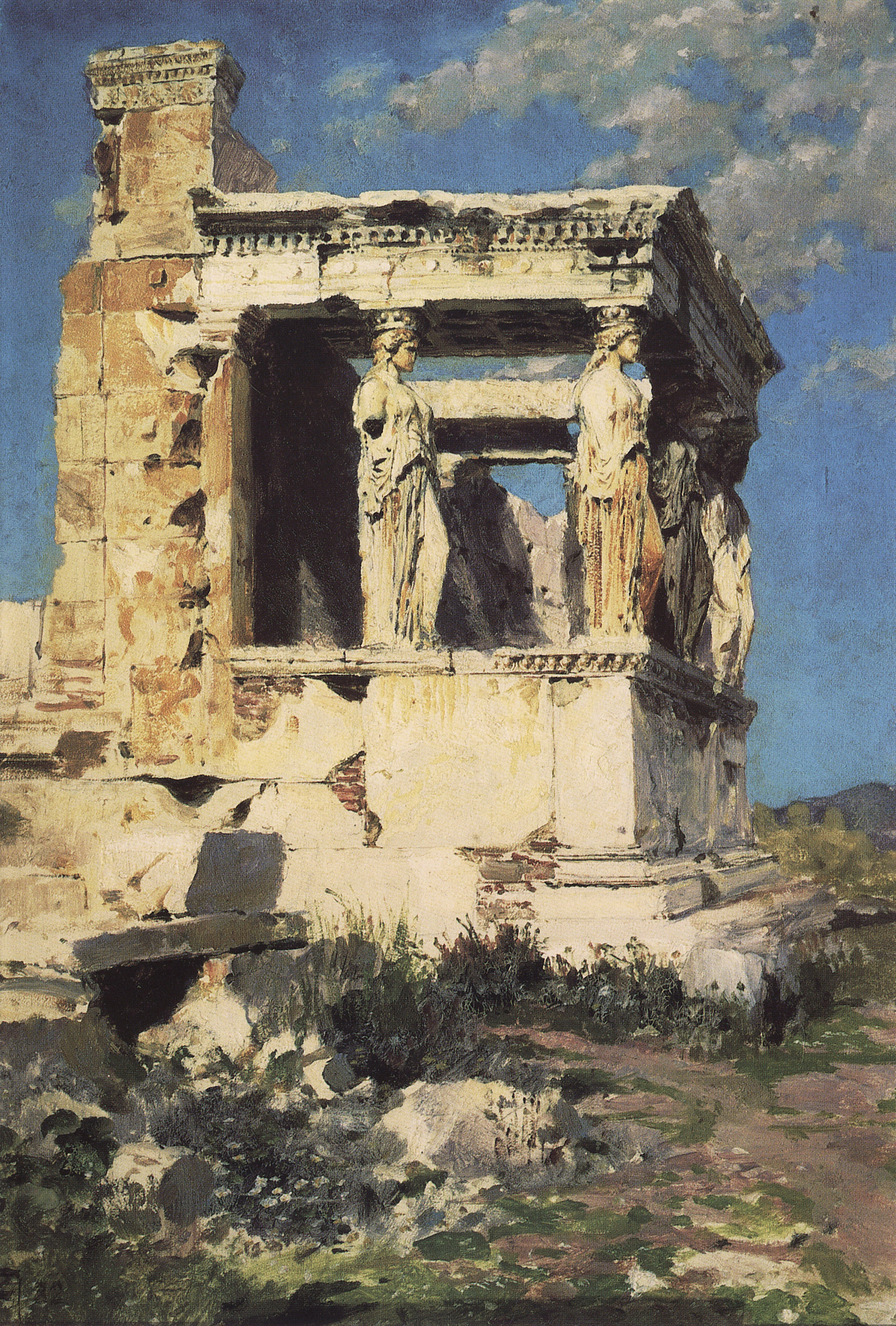
Василь Полєнов, «Портик з каріатидами, Афіни»

### Твори 20 століття

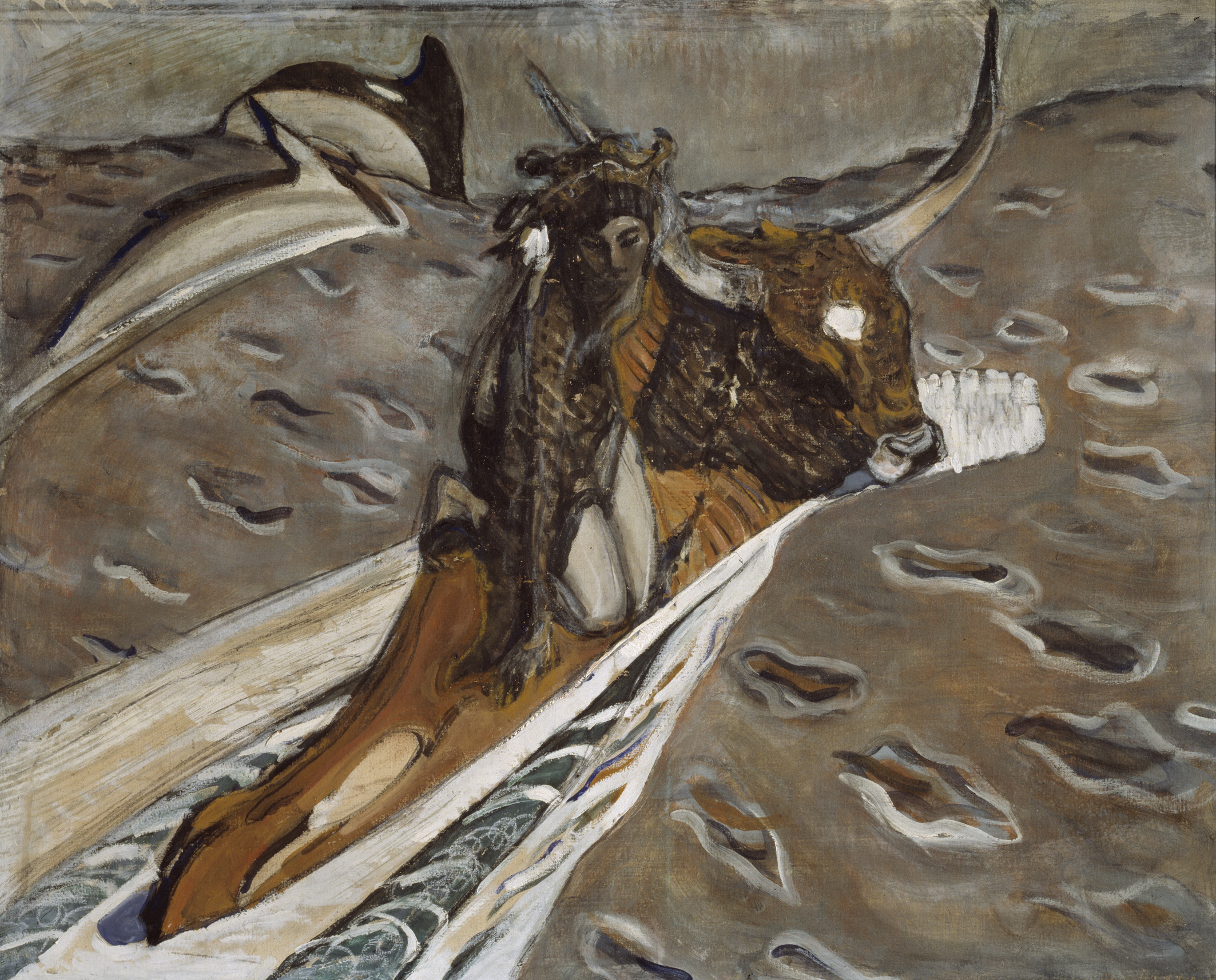
Валентин Сєров, викрадення Європи Зевсом, 1910
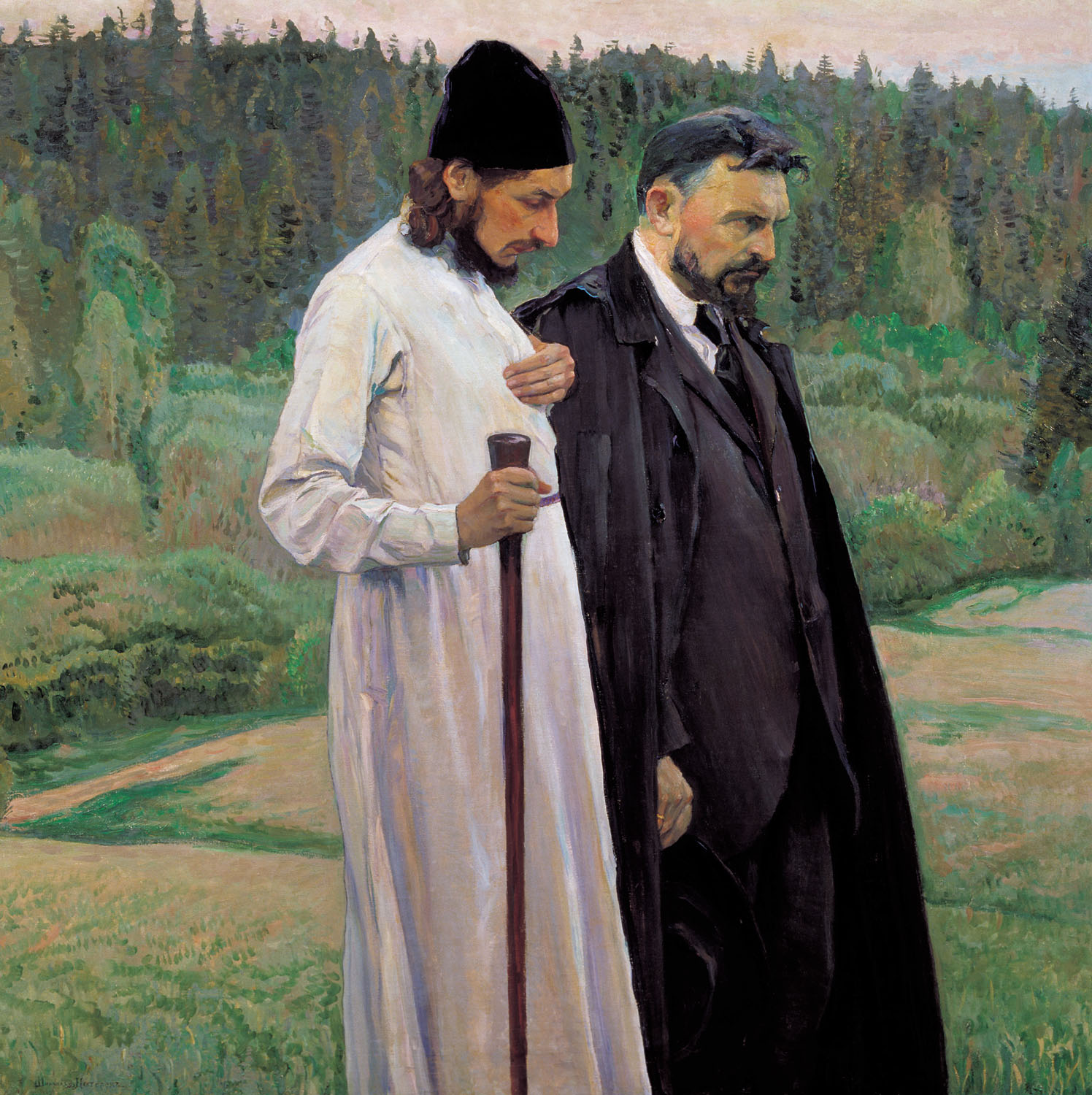
Михайло Нєстєров, «Філософи», 1917
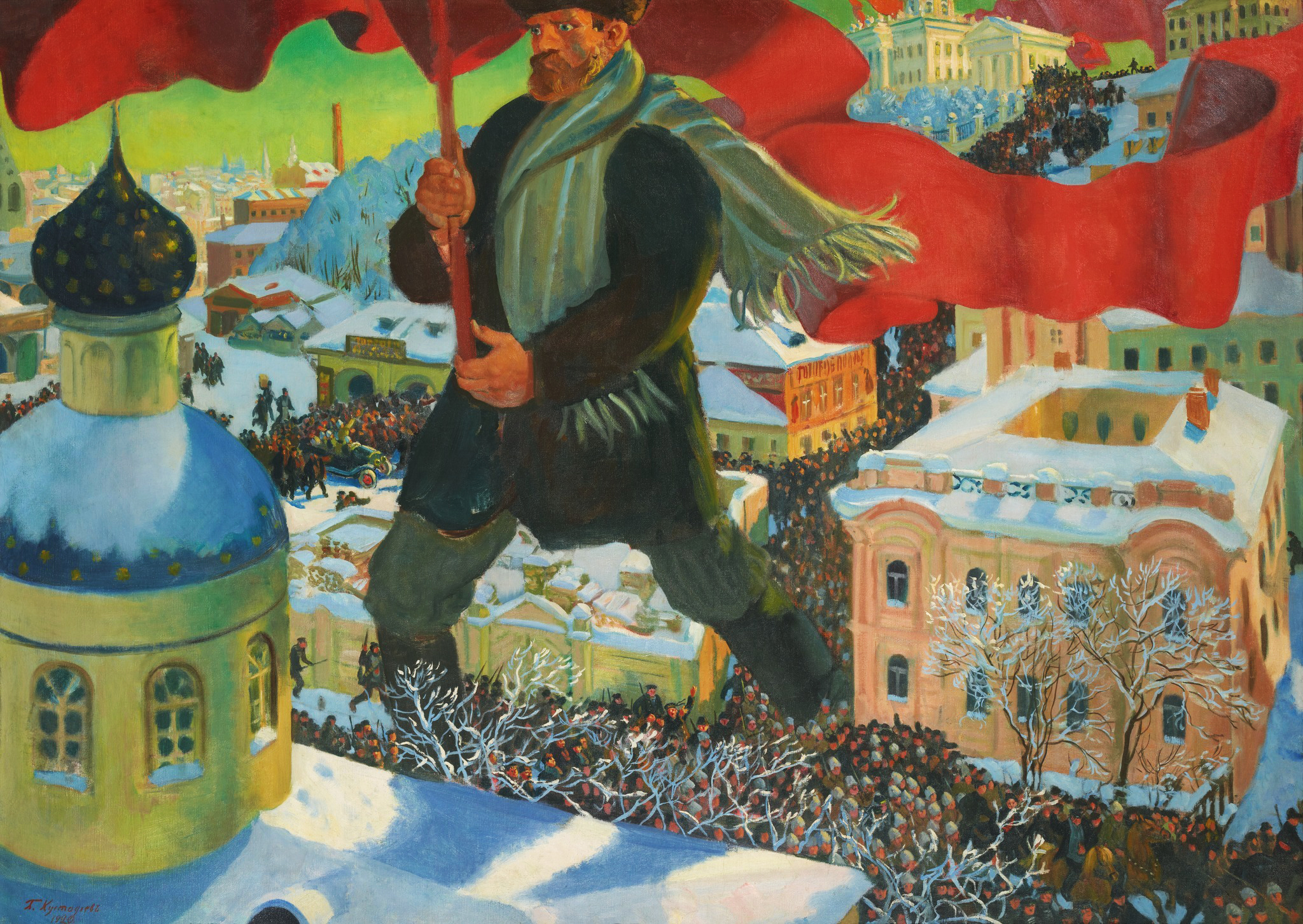
Борис Кустодієв, Більшовик, 1920
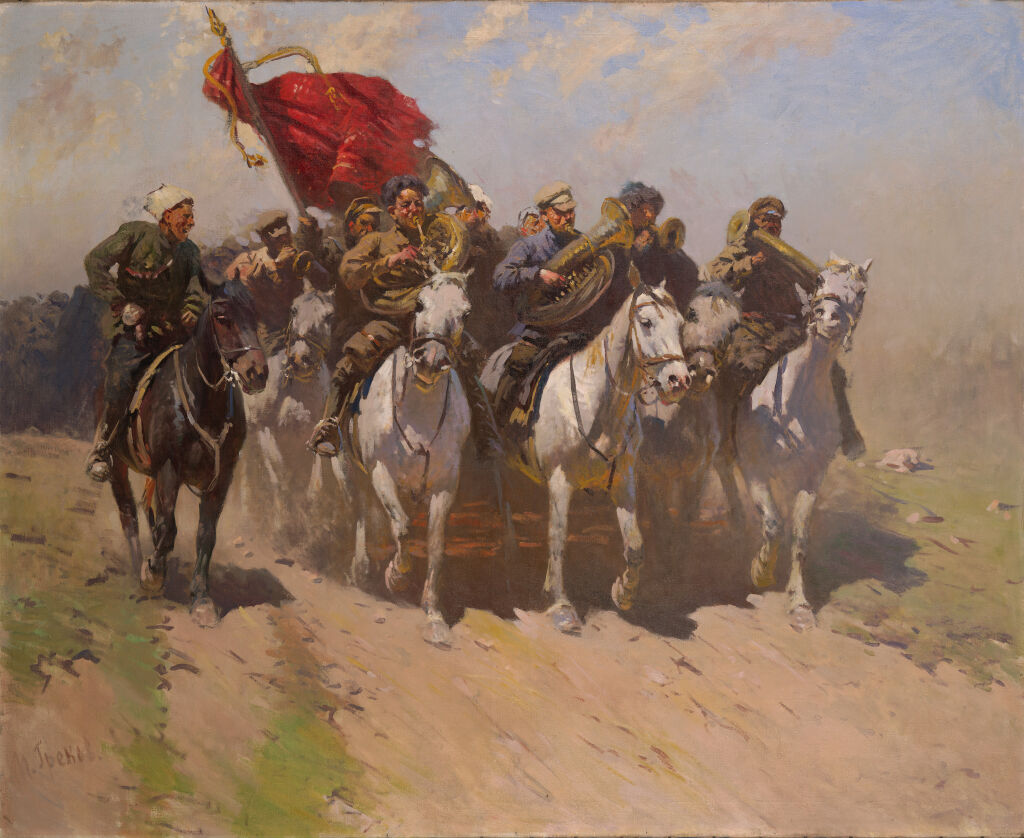
Греков, Перша Кінна армія більшовиків, 1934